# 2009 en Israël
Chronologie d'Israël (en)
- 2005
- 2006
- 2007
- 2008
- 2009
- 2010
- 2011
- 2012
- 2013

Cette page concerne les évènements survenus en 2009 en Israël  :

## Chronologie

### Janvier 2009
- Vendredi 2 janvier 2009 :

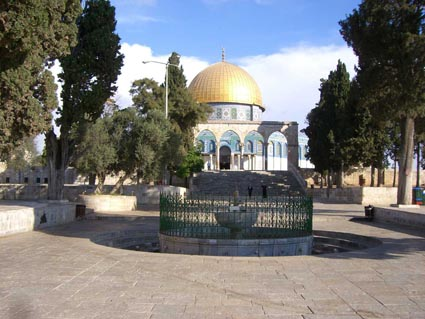
Fontaine à ablutions
esplanade des mosquées

  - Jérusalem est mise sous haute surveillance en prévision de manifestations après les prières du vendredi dans les mosquées. Seuls les hommes de plus de 50 ans et les femmes sont autorisés à accéder à l'Esplanade des mosquées.
  - Sept jours après le début des combats, les sondages montrent un important soutien de la presse et du peuple israélien (71 %) en prenant en compte l'opinion de la minorité arabe (20 %) et 95 % parmi les seuls juifs israéliens[1]. Cependant le collectif « Une autre voix juive » dénonce l'opération israélienne contre Gaza qui se « traduit en assassinats ciblés et en massacres de civils » estimant que « ces crimes n'affaibliront pas le Hamas et n'assureront pas la sécurité d'Israël »[2].
  - À la suite d'une injonction de la Cour Suprême qui a ordonné à l'État de permettre à un groupe de huit journalistes d'accéder à la bande de Gaza, Israël autorise les huit journalistes étrangers à se rendre dans la bande de Gaza dont l'accès est interdit à la presse internationale depuis le début de l'offensive contre le Hamas.

- Samedi 3 janvier 2009 :
  - Quelque 500 roquettes du Hamas palestinien tirées de la bande de Gaza ont fait depuis le 27 décembre quatre morts en Israël, dont un soldat, et une douzaine de blessés, selon un bilan de l'armée et la police israéliennes.
  - Réunis à l'appel de plusieurs partis représentant la minorité arabe d'Israël dont le Front démocratique, le Parti communiste, le Mouvement islamique et le Rassemblement national démocratique (RND) de l'ex-député Azmi Bishara, des dizaines de milliers d'Arabes israéliens ont manifesté à Sakhnin, dans le nord d'Israël, pour protester contre les raids israéliens dans la bande de Gaza en brandissant des drapeaux noirs et appelant à un cessez-le-feu immédiat.

- Dimanche 4 janvier 2009 :

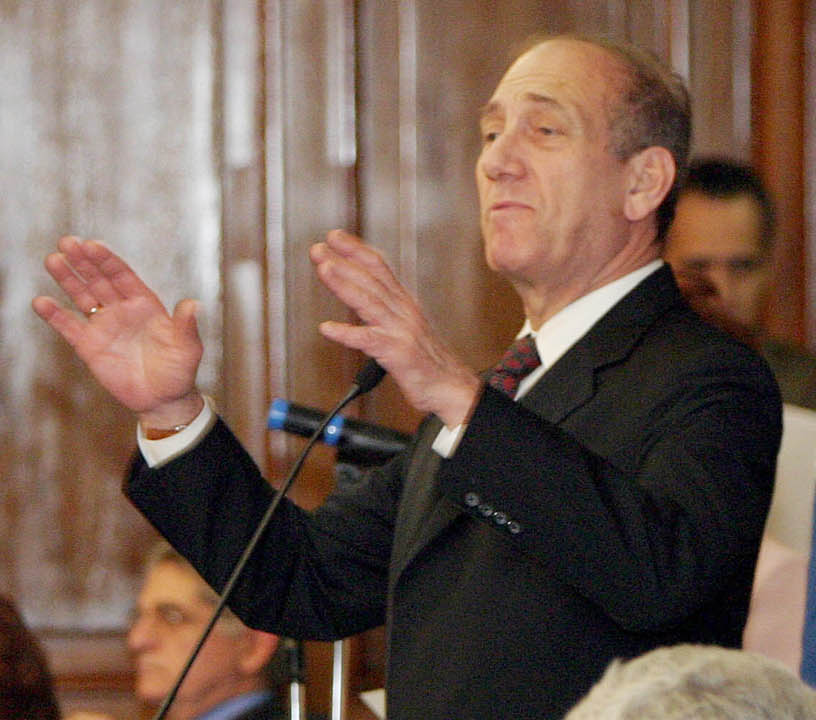
Ehud Olmert
(mars 2005)

  - Dans la nuit de samedi à dimanche, les groupes armés palestiniens ont tiré 25 roquettes et obus de mortier sur le sud d'Israël, blessant légèrement une femme. La plupart des roquettes tirées sont de fabrication artisanale et de courte portée. Les secteurs de Sderot, Ashdod, Ofakim et Netivot ont été touchés.
  - Un soldat israélien a été tué et 30 autres blessés depuis le début de l'offensive terrestre à Gaza selon un porte-parole militaire, alors que la Hamas affirme avoir tué 9 soldats israéliens.
  - Selon le ministre israélien des Affaires sociales, Isaac Herzog, faisant référence à un rapport du Shin Beth, le service de sécurité intérieure, le Hamas cherche une issue honorable lui permettant de sauver la face après le déclenchement d'une offensive israélienne contre Gaza. De son côté, le porte-parole de l'armée israélienne affirme à la télévision publique que « le Hamas est parvenu à la conclusion qu'il avait commis une énorme erreur stratégique en refusant de proroger l'accord de trêve » de six mois conclu par l'intermédiaire de l'Égypte et qui avait expiré le 19 décembre[3].
  - Le Premier ministre israélien sortant Ehud Olmert a refusé d'arrêter l'offensive militaire contre le Hamas dans la bande de Gaza, lors d'une série d'entretiens téléphoniques et rencontres dimanche avec des dirigeants étrangers dont les présidents russe Dmitri Medvedev et français Nicolas Sarkozy, ainsi qu'avec la chancelière allemande Angela Merkel, déclarant : « Israël ne peut pas stopper ses activités militaires avant d'avoir atteint les objectifs qu'il s'est fixés […] Ces objectifs peuvent être atteints soit par davantage de moyens militaires, soit par des moyens diplomatiques que la communauté internationale doit formuler [Israël] ne cherche pas à réoccuper la bande de Gaza [et fait] une nette distinction entre les organisations terroristes et les civils innocents […] L'État d'Israël a déployé d'importants efforts pour qu'une aide humanitaire parvienne à la population de la bande de Gaza [mais a] le devoir de défendre ses ressortissants […] Israël est déterminé à poursuivre son offensive militaire jusqu'à ce que cessent totalement les attaques terroristes et que le calme revienne dans le sud du pays »[4].
  - Le secrétaire général du gouvernement affirme : « Israël n'a aucune intention de revenir occuper la bande de Gaza […] L'opération a pour seul but de parvenir aux objectifs fixés par le gouvernement […] L'armée israélienne a l'intention de prendre le contrôle des secteurs d'où sont tirées les roquettes depuis plusieurs mois ».
  - À Paris (France), plusieurs milliers de manifestants se sont rassemblés à l'appel du Conseil représentatif des institutions juives de France pour soutenir « l'action d'autodéfense d'Israël » et célébrer « la mémoire des victimes israéliennes du Hamas ». Le grand rabbin de France Gilles Bernheim a déclaré : « Israël se bat uniquement pour la liberté et la survie de son peuple, il n'y a aucune volonté de détruire un autre peuple […] il est fondamental qu'en France, les relations entre Juifs et Musulmans soient des relations de qualité et de confiance ».

- Lundi 5 janvier 2009 :
  - Dans la nuit de dimanche à lundi, les groupes armés palestiniens ont tiré 24 roquettes et obus de mortier sur le sud d'Israël, faisant deux blessés légers. Les secteurs de Sderot, Ashdod, Ashkélon et Beer-Sheva (40 km) ont été touchés. Huit autres tirs ont été réalisés dans la journée. Les jardins d'enfants et l'ensemble des établissements scolaires sont fermés sur ordre du commandement de la défense passive dans un rayon de 40 km autour de la bande de Gaza.
  - Selon le chef du Mossad, Amos Yadlin, le Hezbollah, chiite libanais et pro-iranien, pourrait prendre prétexte de l'offensive militaire israélienne déclenchée le 27 décembre contre le Hamas dans la bande de Gaza pour ouvrir « un second front » à la frontière israélo-libanaise. De ce fait des dizaines de milliers de réservistes pourraient être mobilisés et être en partie affectés à la défense de la frontière nord du pays. D'autres hauts responsables militaires israéliens ont pour leur part écarté la possibilité d'une provocation directe du Hezbollah mais estimé que des organisations armées palestiniennes au Liban pourraient en revanche entrer en action.

- Mardi 6 janvier 2009 : Dans la nuit de lundi jusqu'à mardi matin, les groupes armés palestiniens ont tiré 14 roquettes et obus de mortier sur Israël. Une des roquettes s'est pour la première fois abattue à plus de 45 km au nord-est de la bande de Gaza en tombant sur la ville israélienne de Guedera, blessant légèrement un bébé de trois mois.

- Mercredi 7 janvier 2009 :

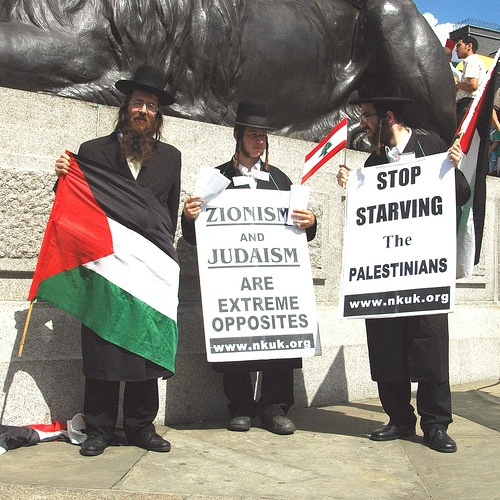
Manifestants du Neturei Karta

  - Le ministère des Affaires étrangères d'Israël annonce l'expulsion du chargé d'affaires vénézuélien en poste à Tel-Aviv en représailles à l'expulsion de l'ambassadeur israélien à Caracas pour protester contre l'offensive à Gaza : « C'est une décision brutale qui n'est pas à l'honneur du Venezuela et de son peuple, et qui traduit les alliances conclues par les dirigeants vénézuéliens avec les islamistes et les terroristes ».
  - Plusieurs dizaines de juifs ultra-orthodoxes appartenant au groupe des Neturei Karta (« les gardiens de la Cité ») appartenant au courant radical antisioniste, ont manifesté, brandissant des pancartes appelant à « stopper le massacre terroriste sioniste à Gaza ». Ce courant est opposé à l'existence de l'État d'Israël et soutient la politique nucléaire de l'Iran et les mouvements radicaux palestiniens.

- Jeudi 8 janvier 2009 :
  - Quatre roquettes de type Katioucha ont été tirées depuis le sud Liban – zone de Tair Harfa, située à 7 km à l'est de la ville côtière de Naqoura — vers le secteur de Nahariya et du kibboutz Kabri (ouest de la Galilée) faisant cinq blessés légers dont deux femmes. L'armée israélienne a répliqué.
  - Seize roquettes ont été tirées depuis la bande de Gaza blessant 4 soldats israéliens.

- Vendredi 9 janvier 2009 : Le ministre de l'Intérieur, Meïr Sheetrit, critique le refus des États-Unis d'imposer leur veto à une résolution du Conseil de sécurité appelant à un cessez-le-feu immédiat dans la bande de Gaza, « sous la pression, apparemment, des pays arabes qui avaient envoyé leurs ministres des Affaires étrangères ». Le cabinet de sécurité israélien a décidé de ne pas tenir compte de cette résolution.

- Samedi 10 janvier 2009 : Début d'une opération de la marine américaine pour livrer des armes et des munitions à Israël. Un navire marchand transportant 325 conteneurs standards de 20 pieds doit effectuer deux trajets entre le port grec d'Astakós et le port israélien d'Ashdod d'ici fin janvier. Le Pentagone nie que ces armes aient un lien avec le conflit dans la bande de Gaza.

- Dimanche 11 janvier 2009 :
  - Selon le New York Times, le président américain George W. Bush a rejeté en 2008 une demande secrète, formulée par le premier ministre Ehud Olmert, de mener un bombardement aérien contre le complexe iranien d'enrichissement d'uranium de Natanz (centre) à l'aide de bombes anti-bunker à haute pénétration ("bunker-busting bombs") et l'autorisation de survoler le territoire irakien pour mener l'attaque. Des hauts responsables américains, emmenés par le secrétaire à la Défense Robert Gates, ont convaincu le président que toute attaque contre l'Iran serait contre-productive et conduirait l'Iran à expulser des inspecteurs nucléaires internationaux et à camoufler encore plus son programme atomique.
  - Le général Yoav Galant, chargé de l'opération Plomb durci contre le Hamas, réclame une extension de l'offensive et le feu vert à la « phase trois » de l'opération engagée le 27 décembre, qui implique l'engagement des dizaines de milliers de réservistes rappelés depuis une dizaine de jours sous les drapeaux. Il appelle la direction politique du pays à rejeter une trêve aussi longtemps qu'Israël n'aurait pas parachevé son opération en s'assurant de la fin de la contrebande d'armes et estime que dans le cas contraire, Israël serait frustré de sa victoire militaire sur le terrain et devrait se préparer à une nouvelle opération contre le Hamas, qui contrôle la bande de Gaza, après un retrait de ses troupes[5].

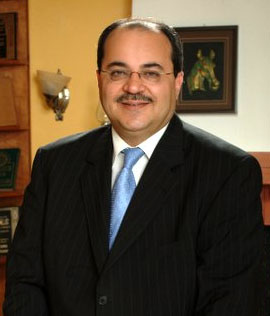
Ahmed Tibi
(janvier 2007)

- Lundi 12 janvier 2009 : Le Comité électoral central, constitué de représentants des partis politiques d'Israël et chargé de l'organisation des élections, vote à une majorité écrasante l'interdiction à deux partis politiques arabes de se présenter lors du scrutin anticipé du 10 février prochain, estimant qu'ils étaient coupables d'incitation et de soutien au terrorisme. Le parlementaire arabe Ahmed Tibi a qualifié cette décision de raciste, ajoutant qu'il allait faire appel auprès de la Cour suprême. Environ un cinquième des sept millions de citoyens israéliens sont arabes.

- Mardi 13 janvier 2009 :

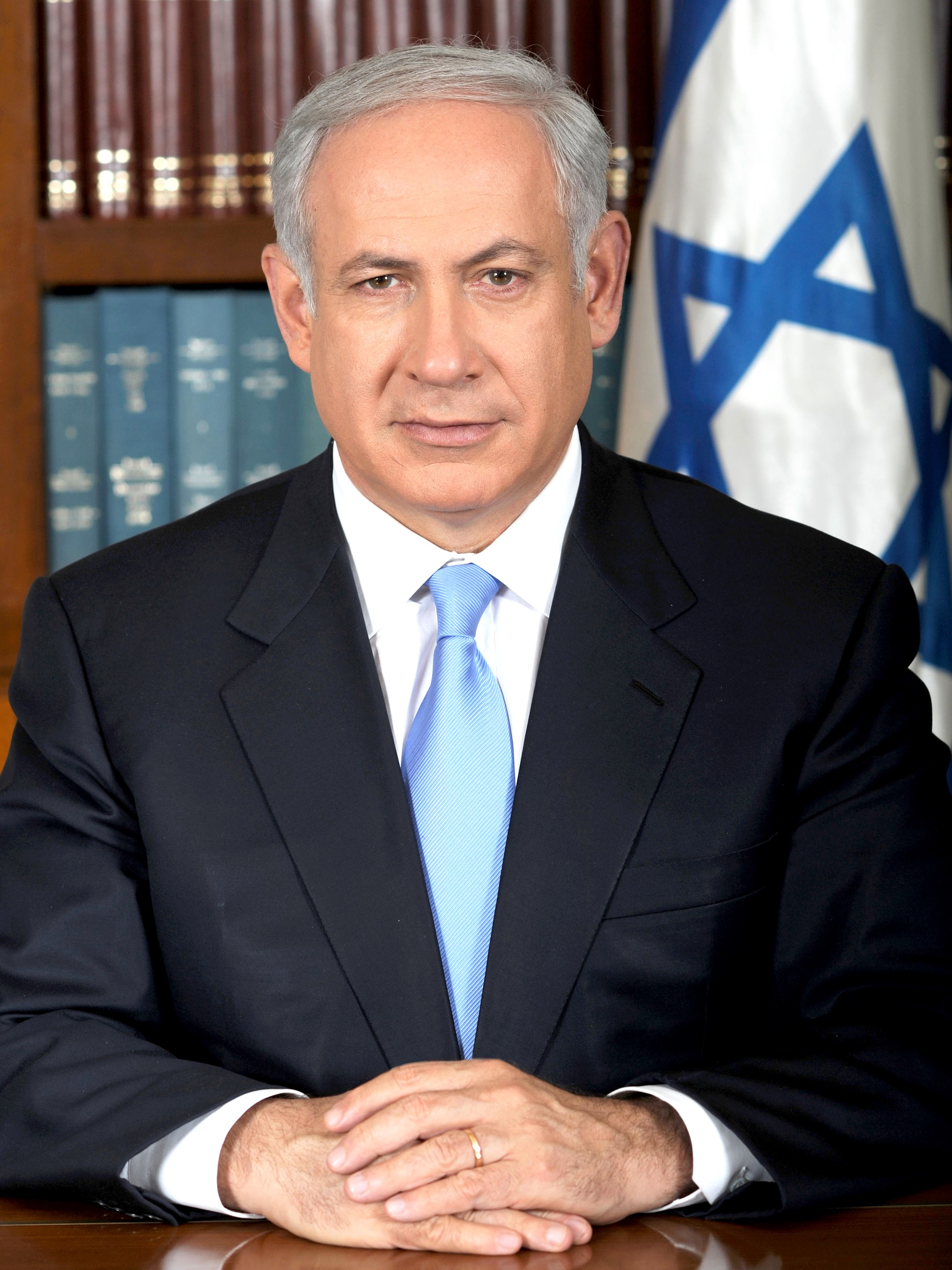
Benjamin Nétanyahou
(2009)

  - Incident à la frontière israélo-jordanienne, « une patrouille de gardes-frontières, près du passage Yitzhak Rabin, a essuyé des tirs d'inconnus à partir de la Jordanie, et a répliqué en ouvrant le feu dans leur direction ». L'armée israélienne a annoncé qu'un ou deux hommes armés ont ouvert le feu sur une de ses patrouilles à la frontière israélo-jordanienne, alors que les autorités jordaniennes annoncent : « Nous ne sommes pas au courant qu'une patrouille israélienne a essuyé des tirs mardi matin à partir du territoire jordanien […] parfois des chasseurs tirent dans cette zone sans que cela soit un incident militaire ». L'armée jordanienne dément : « Aucun tir n'a eu lieu à partir du territoire jordanien en direction d'une patrouille israélienne et les informations qui en ont fait état sont dénuées de tout fondement ». Ce genre d'incident est très rare entre les deux pays qui ont signé un accord de paix en 1994.
  - Le candidat Benjamin Nétanyahou, chef de l'opposition de droite du Likoud et ancien premier ministre, estime qu'Israël devra à un moment ou un autre renverser le gouvernement du Hamas dans le territoire palestinien pour assurer sa sécurité : « En fin de compte, il n'y aura pas d'alternative au renversement du régime du Hamas, une organisation terroriste qui s'est vouée à nous détruire », réitérant son soutien à l'offensive militaire menée depuis le 27 décembre dans la Bande de Gaza. Au début, largement en tête dans les sondages il est maintenant menacé par la ministre des Affaires étrangères Tzipi Livni, candidate du parti centriste Kadima.

- Mercredi 14 janvier 2009 :
  - Trois roquettes ont atteint la région de Kyriat Shmona dans le nord de la Galilée (nord) près de la frontière avec le Liban, ne faisant ni victime, ni dégât. En riposte, l'armée israélienne a tiré huit obus sur le sud du Liban et en envoyant de nombreux appels téléphoniques d'avertissements aux habitants : « Peuple libanais, le tir de roquettes depuis le sud du Liban contre des innocents dans le nord d'Israël va à l'encontre de vos intérêts […] Nous vous mettons en garde contre toute répétition de ces actes de destruction […] Si vous permettez à des groupes tels qu'Al-Qaïda et le Hezbollah de lancer des roquettes contre des innocents du nord d'Israël, comme vous l'avez fait auparavant, souvenez-vous de ce qui vous est arrivé la dernière fois ».
  - Neuf associations israéliennes de défense des droits de l'Homme dénoncent l'offensive d'Israël dans la bande de Gaza comme étant à l'origine de souffrances sans précédent pour la population civile, qui se retrouve dans une situation de « désarroi humanitaire extrême » estimant, dans une lettre adressée au premier ministre Ehud Olmert, au ministre de la Défense Ehud Barak et à des militaires de haut rang, que « le mal infligé à la population civile atteint un niveau sans précédent » et accusant les soldats israéliens « de faire un usage délibéré d'une force meurtrière qui a à ce jour provoqué la mort de centaines de civils »[6].
  - Le chef d'Al-Qaida, Oussama ben Laden, appelle à la guerre sainte islamiste contre l'offensive israélienne dans la bande de Gaza dans un enregistrement audio de 22 minutes diffusé, par des sites Internet islamistes. Le message, daté du mois courant dans le calendrier musulman est intitulé « Appel au jihad pour arrêter l'agression contre Gaza ».

- Jeudi 15 janvier 2009 :
  - Vingt-cinq roquettes ont été tirées sur le sud d'Israël. Deux d'entre elles, de type Grad ont atteint la région de Beer-Sheva faisant cinq blessés dont un grave et un enfant.
  - L'Association de la presse étrangère en Israël appelle au boycottage des photos et films fournis par l'armée israélienne après l'attaque d'un bâtiment abritant des bureaux de plusieurs médias arabes et internationaux. Deux cadreurs palestiniens de la télévision arabe d'Abou Dhabi ont été blessés. La FPA dénonce « la politique de Tsahal visant à contrôler la couverture médiatique à Gaza […s'insurge contre] l'interdiction faite aux journalistes étrangers de se rendre à Gaza et contre le bombardements d'immeubles abritant les bureaux de médias internationaux [… en violation] des assurances formelles de Tsahal que ces bâtiments ne seraient pas touchés […] Compte tenu de ces violations inacceptables, la FPA appelle ses membres à ne pas diffuser ou imprimer des vidéos ou des photos fournie par Tsahal en lieu et place d'une couverture médiatique indépendante jusqu'à ce que l'armée présente ses excuses ».

- Vendredi 16 janvier 2009 :

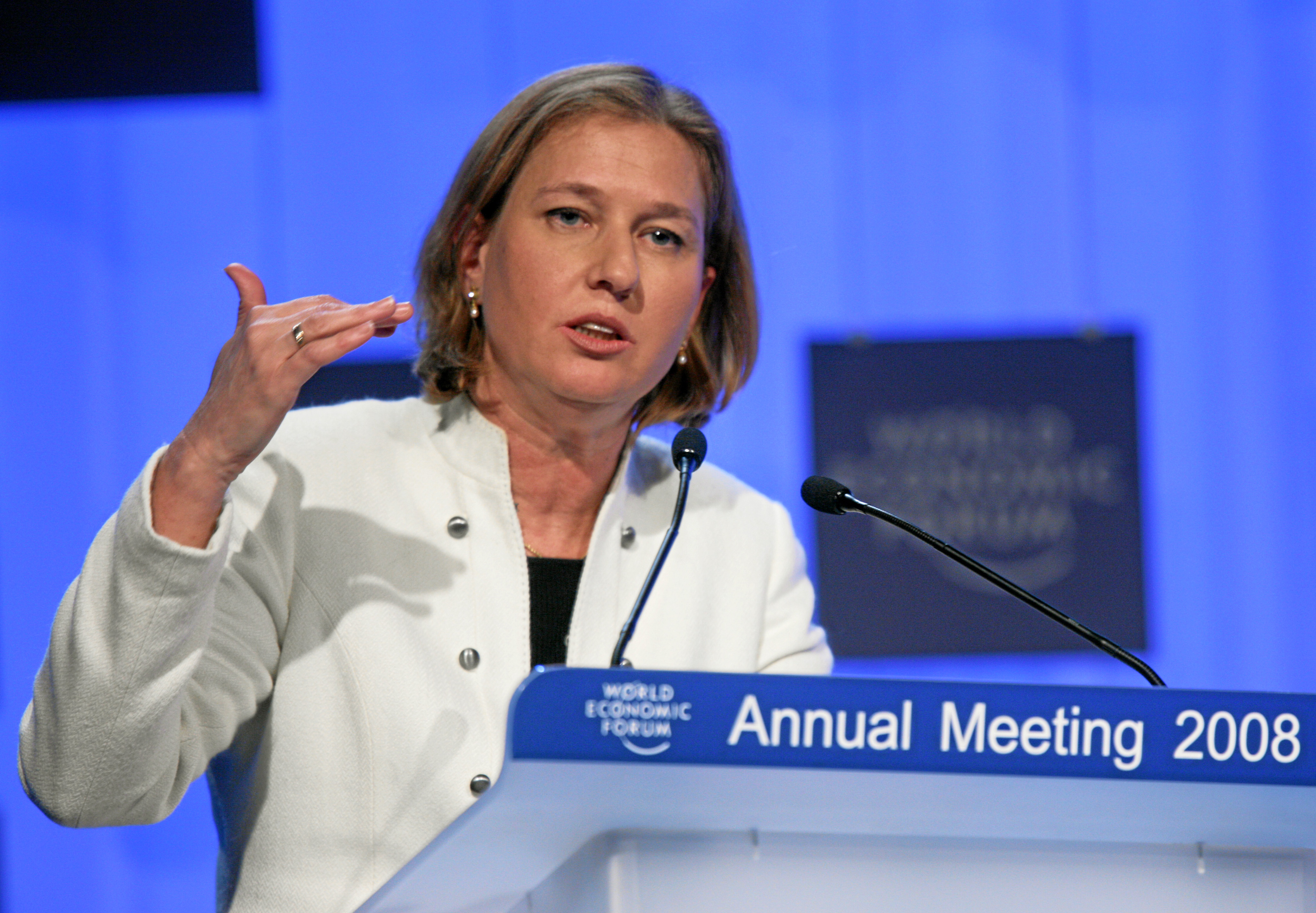
Tzipi Livni
(janvier 2008)

  - La ville de Jérusalem est mise en état d'alerte à l'occasion de la troisième « journée de la colère » décrétée par le Hamas. Le mouvement de jeunesse du Fatah, le parti du président de l'Autorité palestinienne Mahmoud Abbas, a également appelé à des manifestations, alors que les Brigades Ezzedine al-Qassam menacent de venger la mort du chef Saïd Siam tué la veille à Gaza dans un raid de l'aviation israélienne. L'armée israélienne ordonne le bouclage total pendant 48 heures de la Cisjordanie à partir de 00H00 locales.
  - Des milliers d'Arabes israéliens manifestent à Ar'ara (sud) leur soutien aux Palestiniens de la bande de Gaza où Israël poursuit une offensive meurtrière depuis trois semaines. Brandissant des drapeaux palestiniens, des banderoles vertes du Hamas et des étendards noirs, entre trois et quatre mille personnes, le visage recouvert de keffiehs ou de foulards, ont scandé des slogans hostiles à Israël : « Mort aux assassins d'enfants », faisant allusion à la mort de 355 enfants palestiniens, depuis le 27 décembre, mais aussi « Par notre âme et par notre sang, nous nous sacrifierons pour toi O Palestine », « Hamas, Hamas nous sommes derrière toi » et « nous sommes tous aux côtés de Gaza jusqu'à la victoire et la liberté ».
  - La ministre des Affaires étrangères, Tzipi Livni est à Washington « pour signer un accord israélo-américain destiné à traiter de la question de la contrebande d'armes » entre l'Égypte et la bande de Gaza. L'un des objectifs affichés de l'offensive israélienne dans la bande de Gaza étant d'empêcher le Hamas de s'approvisionner en armes, roquettes et munitions afin de neutraliser sa capacité d'attaquer le territoire israélien. Israël affirme avoir détruit 200 des 300 tunnels utilisés dans le sud de la bande de Gaza, à Rafah, pour faire transiter les produits de contrebande et les armes.

- Samedi 17 janvier 2009 :
  - Le cabinet de sécurité adopte une résolution en faveur d'un cessez-le-feu unilatéral à Gaza, où plus de 1 200 Palestiniens ont été tués depuis le 27 décembre, cependant « si le Hamas tire sur des forces israéliennes, Israël se réserve le droit de riposter […] Nous cessons le feu mais il n'y a aucune garantie que le Hamas en fasse autant. L'armée restera aussi longtemps à Gaza que cela est nécessaire […] Nous reprendrons et nous intensifierons les opérations si besoin est ». Selon le premier ministre Ehud Olmert, Israël a atteint tous ses objectifs à Gaza.
  - Onze roquettes palestiniennes et quatre obus ont été tirés sur Israël, sans faire de blessés.

- Dimanche 18 janvier 2009 :
  - Cinq roquettes ont atteint la région de Sdérot en dépit du cessez-le-feu unilatéral décrété par Israël, sans faire ni victime ni dégât. Selon le ministre de Infrastructures Benyamin Ben Eliezer, membre du cabinet de Sécurité : « Il y aura sans doute quelques incidents isolés. Cela prendra deux ou trois jours avant que cela s'arrête complètement, pour que le Hamas comprenne que nous sommes dans un nouveau scénario ». Dans l'après-midi, 2 autres roquettes ont été tirées vers le sud d'Israël depuis la bande de Gaza, sans faire de blessé, en dépit de l'entrée en vigueur du cessez-le-feu annoncé par le Hamas.
  - La société israélienne Isramco, spécialisée dans l'énergie, annonce la découverte d'un très important gisement de gaz naturel au large de Haïfa dans le nord d'Israël provoquant une envolée des cours à la Bourse de Tel Aviv. Ce gisement situé à 90 km au large de Haïfa est le plus important jamais découvert en Israël. La valeur estimée de sa production pourrait atteindre au moins 15 milliards de dollars. Selon le ministre des Infrastructures, Binyamin Ben-Eliezer, il s'agit d'une découverte « historique qui va changer l'avenir de l'industrie israélienne ».

- Lundi 19 janvier 2009 :
  - Selon le premier ministre Ehoud Olmert, « l'opération "Plomb durci" a atteint ses objectifs et même au-delà » après l'annonce d'un cessez-le-feu israélien unilatéral, mais le cessez-le-feu israélien était à peine entré en vigueur que des roquettes tombaient sur Israël, avant la trêve du Hamas. Selon le chef du Shin Bet Yuval Diskin, « le Hamas pourra reconstruire les tunnels en quelques mois et recommencer à faire de la contrebande d'armes ». Les éditorialistes israéliens sont aussi plus réservés, estimant que le Hamas « n'est pas mort » et qu'« il faut être deux pour cesser le feu » (Daoud Kuttab du Jerusalem Post), « sans partenaire arabe, sans contrôle neutre et sans un solide processus politique, la trêve ne tiendra pas longtemps  » (Eitan Haber du Yediot Aharonot.
  - Amnesty International accuse l'armée israélienne de « crimes de guerre » pour avoir utilisé massivement des bombes chimiques au phosphore blanc contre des populations civiles après qu'une de ses équipes a trouvé des particules de phosphore et des obus à l'intérieur et à proximité des maisons.

- Mardi 20 janvier 2009 : Deux obus de mortier ont été tirés à partir de la bande de Gaza vers le sud d'Israël en dépit du cessez-le-feu.

- Mercredi 21 janvier 2009 : à la suite de l'accusation portée par Amnesty International, sur l'utilisation de bombes chimiques au phosphore blanc, la polémique prend de l'ampleur en Israël même et le gouvernement déclare ouvrir une enquête.

- Jeudi 22 janvier 2009 :
  - L'offensive de l'armée israélienne contre le Hamas dans la bande de Gaza a fait 1 330 morts palestiniens et 5 450 blessés, selon le dernier bilan des services médicaux palestiniens. Côté israélien, 10 militaires et 3 civils ont été tués, selon les chiffres officiels.
  - L'offensive israélienne n'a pas réussi à détruire tous les tunnels entre Rafah et l'Égypte et le commerce des tunnels est déjà reparti.

- Lundi 26 janvier 2009 : Selon une source militaire israélienne, l'armée voulait absolument éviter qu'un second militaire israélien ne soit fait prisonnier, après l'enlèvement en juin 2006 du caporal Gilad Shalit, à la lisière de la bande de Gaza. Les officiers ont donné aux soldats des consignes d'éviter « à tout prix » d'être capturés par des combattants palestiniens lors de l'offensive Plomb durci dans la bande de Gaza : « Il ne faut à aucun prix qu'un de vous soit enlevé en vie par le Hamas, même s'il doit se faire sauter avec les grenades qu'il porte sur lui ». Lors de l'opération, plusieurs tentatives ont été faites par des miliciens palestiniens de faire prisonniers des soldats. L'une a failli réussir, lorsqu'un soldat a été entraîné dans un souterrain avant d'être repris par ses camarades[7].

- Mardi 27 janvier 2009 :
  - Selon les chaînes de télévision Al-Arabiya et Al-Jazira, un groupe de soldats israéliens posté près du point de passage frontalier de Kissoufim a été la cible d'un tir d'obus en provenance du territoire palestinien, tuant un soldat israélien. Il s'agit du premier soldat ou civil israélien tué depuis l'entrée en vigueur du cessez-le-feu le 18 janvier dernier. Cette explosion a été suivie d'un accrochage nourri entre soldats israéliens et combattants palestiniens. Des avions israéliens ont rapidement survolé le secteur et des chars israéliens ont ensuite ouvert le feu en direction des terres palestiniennes avant de procéder à une opération de ratissage[8].
  - Grave incident diplomatique au point de passage d'Erez. Le consul général de France à Jérusalem et plusieurs de ses collaborateurs, qui s'étaient rendus pour la journée à Gaza pour « évaluer la situation, notamment l'ouverture des points de passage et examiner l'état des projets financés par la France » ont été bloqués par les autorités israéliennes plus de six heures au point de passage d'Erez. Les véhicules du convoi, qui transportait également d'autres diplomates européens, ont essuyé deux tirs de semonce en provenance des soldats israéliens.

- Mercredi 28 janvier 2009 : Le ministère français des Affaires étrangères a convoqué l'ambassadeur israélien à Paris, Daniel Shek, pour protester contre l'incident diplomatique survenu la veille au point de passage d'Erez, alors que le consul général de France à Jérusalem revenait de la bande de Gaza. Il y a quelques semaines, un autre incident, du même type, avait empêché le consul général de France de se rendre à Gaza. Les incidents aux points de passage seraient fréquents et leur franchissement reste difficile, y compris pour des diplomates[9].

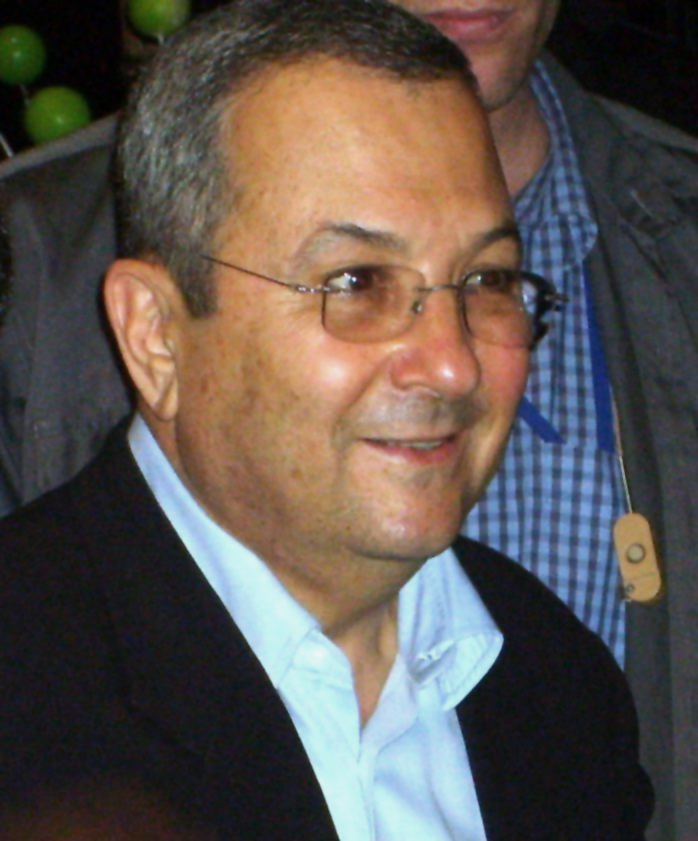
Ehud Barak
(août 2008)

- Jeudi 29 janvier 2009 : La justice espagnole a ouvert une enquête pour « crimes contre l'humanité » visant l'ex-ministre israélien de la défense Benjamin Ben-Eliezer et six hauts responsables militaires israéliens, pour un bombardement meurtrier à Gaza en 2002. Cette annonce a provoqué la colère d'Israël, où Ehoud Barak, l'actuel ministre de la Défense, affirme qu'il « fera tout » pour obtenir l'annulation de cette enquête « délirante ». La plainte émane du Centre palestinien pour les droits de l'homme, et porte sur le bombardement qui avait tué un dirigeant du Hamas, Salah Chehadeh, et 14 civils palestiniens, « en majorité des enfants et des bébés », le 22 juillet 2002.

- Samedi 31 janvier 2009 : Une nouvelle roquette tirée par des combattants palestiniens depuis le nord de la bande de Gaza, malgré l'entrée en vigueur du cessez-le-feu, a explosé ce matin dans un champ situé près de la ville d'Ashkelon, sans faire ni victime ni dégât.

### Février 2009
- Dimanche 1er février 2009 : Dans la matinée, un obus de mortier, qui a fait deux blessés légers, et quatre roquettes, dont une a tué un soldat israélien, ont été tirées depuis la bande de Gaza vers le sud d'Israël en dépit du cessez-le-feu entré en vigueur le 18 janvier. Le premier ministre Ehoud Olmert prévient qu'Israël allait réagir de « façon disproportionnée par sa nature » aux tirs de roquettes palestiniennes depuis Gaza. Les forces israéliennes ont tué trois Palestiniens dans des accrochages à la frontière.

- Mardi 3 février 2009 :
  - Une roquette Grad de longue portée, tirée depuis la bande de Gaza, a touché la ville d'Ashkélon, en faisant des dégâts mais pas de  blessés. Cela serait le tir de roquette avec la plus longue portée jamais tiré par le Hamas. Cette attaque survient alors qu'une délégation du Mouvement de la Résistance islamique discute des conditions d'une trêve de longue durée avec Israël via le truchement de médiateurs égyptiens.
  - Selon un  haut responsable du ministère de la Défense,  les combattants du Hamas ne seraient pas à l'origine des tirs de roquettes de ces derniers jours, mais serait le fait de « groupes extrémistes manipulés par l'Iran » : « Ce n'est pas le Hamas, mais cela ne change rien car le Hamas prétend gouverner la bande de Gaza, il doit donc en assumer la responsabilité »[10].
  - Le ministre  de la Défense, Ehud Barak, met en garde le Hezbollah libanais contre une éventuelle attaque de la milice chiite libanaise contre Israël. Le chef du parti chiite libanais, Hassan Nasrallah, a affirmé le 29 janvier que sa formation envisageait toujours de venger la mort de l'un de ses chefs Imad Moughnieh — tué en février 2008 dans un attentat à l'explosif à Damas — élimination  qu'il a imputée au Mossad ce qu'Israël a toujours nié. Le ministre a aussi dénoncé les transferts actuels d'armements évolués depuis la Syrie qui « modifieraient l'équilibre stratégique et forceraient donc Israël à agir ».

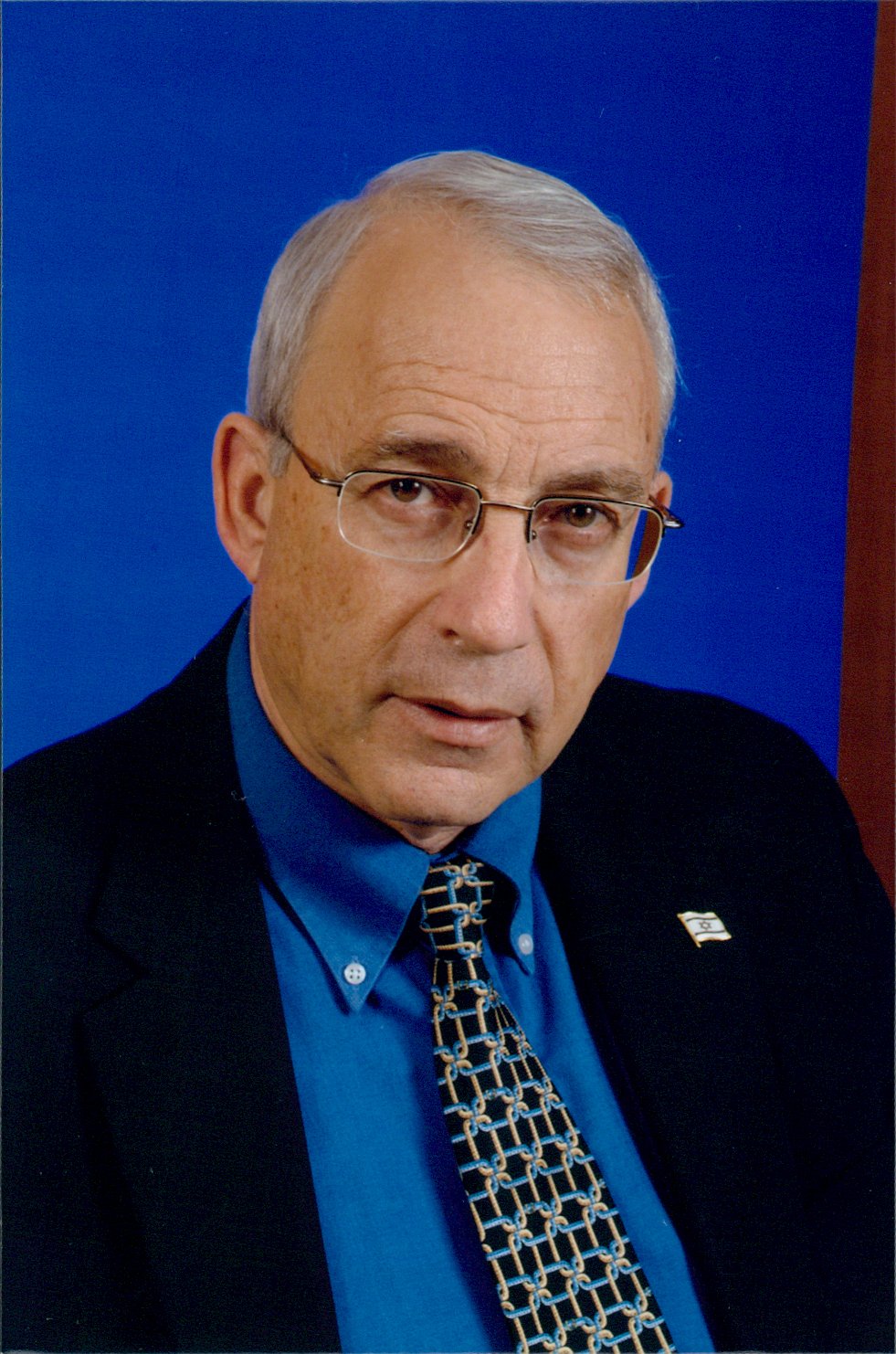
Ze'ev Boim

- Mercredi 4 février 2009 :  Le ministre de l'Habitat, Ze'ev Boim, membre du parti au pouvoir Kadima, menace publiquement d'assassinat le premier ministre du  Hamas, Ismaïl Haniyeh : « Le prochain stade de nos opérations doit être l'élimination du terroriste Haniyeh […] C'est le seul moyen d'en finir avec les tirs de roquettes contre Israël ».

- Jeudi 5 février 2009 :
  - Selon l'organisation israélienne de défense des droits de l'homme B'Tselem, plus de 540 Palestiniens sont emprisonnés sans procès en Israël, dont 42 depuis plus de deux ans, et 2 depuis quatre ans et demi. Six d'entre eux sont mineurs. Au total, 7 904 Palestiniens étaient enfermés dans les centres de détention israéliens fin 2008. En 2008, les forces de sécurité israéliennes ont tué 455 Palestiniens, dont 87 mineurs, dont au moins 175 qui  ne prenaient pas part aux hostilités. Pour la même période, 18 civils et 10 soldats israéliens ont été tués par des Palestiniens. Ces chiffres ne prennent pas en compte les victimes de l'offensive menée par Israël à Gaza du 27 décembre au 18 janvier qui a fait 1 330 morts du côté palestinien, et 13 morts côté israélien.
  - Un bateau humanitaire, battant pavillon togolais, transportant une cargaison humanitaire depuis le port de Tripoli (Liban) vers Gaza a été intercepté par la marine israélienne et détourné vers le port d'Ashdod. Selon la marine « il a tenté d'entrer dans les eaux de Gaza » une première fois avant d'être détourné vers l'Égypte, mais « il a tenté de nouveau de s'infiltrer dans les eaux de Gaza. C'est alors que la marine israélienne l'a arraisonné ».

- Vendredi 6 février 2009 :
  - Une roquette à courte portée est tirée  depuis la bande de Gaza, secteur de Bait Lahiya, sur le sud d'Israël, sans faire ni victime ni dégât. Elle a explosé dans un terrain vague dans la région de Sha'ar HaNegev près du groupe des kibboutzim.
  - Les passagers et l'équipage du bateau transportant de l'aide humanitaire vers Gaza, en provenance du Liban et arraisonné jeudi, sont libérés et expulsés. Dix d'entre eux sont expulsés vers le Liban, parmi eux, l'ancien archevêque grec-catholique de Jérusalem, Hilarion Capucci (84 ans), est  expulsé vers la Syrie. Aucune arme n'a été découverte à bord du bateau. Un millier de poches de sang transportées par le bateau et plusieurs  dizaines de kilos de médicaments trouvés à bord, devraient être transférées vers la bande de Gaza.

- Dimanche 8 février 2009 :
  - Une roquette est tirée depuis la bande de Gaza sur le sud d'Israël, sans faire de victime. La roquette a explosé dans le kibboutz de Niram près de la ville de Sdérot et endommagé plusieurs voitures dont deux ont pris feu.
  - Le premier ministre Ehud Olmert exprime son soutien à Tzipi Livni, chef du parti centriste Kadima, avant les législatives de mardi, alors qu'il n'a jamais ménagé ses critiques à sa ministre des Affaires étrangères, et que leurs relations ont souvent été très tendues.
  - Une délégation de parlementaires français, emmenée par le président de l'Assemblée nationale Bernard Accoyer, est en visite en Israël et dans les territoires palestiniens. Bernard Accoyer a été reçu par le premier ministre Ehud Olmert à Jérusalem. La délégation s'est  rendue dans la journée à Sdérot, ville du sud d'Israël, cible fréquente de tirs de roquettes depuis la bande de Gaza.

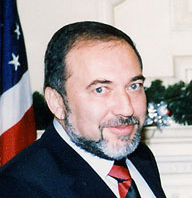
Avigdor Liberman
(décembre 2006)

- Lundi 9 février 2009 : Les sondages annoncent une percée politique du populiste et nationaliste Avigdor Lieberman[11].

- Mardi 11 février 2009, Élections législatives :
  - Le parti centriste Kadima de Tzipi Livni devance le Likoud de Nétanyahou d'un petit siège à la Knesset. Le bloc de droite obtient la majorité.
  - Le parti travailliste a subi sa plus importante  défaite depuis 1977, avec seulement 13 sièges au lieu de 19 dans la précédente Knesset. Ehoud Barak, élu à la tête du parti en juin 2007, en remplacement de l'ancien syndicaliste Amir Peretz, n'est pas parvenu à stopper la perte d'influence des travaillistes au sein de l'opinion publique.
  - Le parti Israël Beitenou est un des vainqueurs de l'élection. Considéré comme un  parti d'extrême droite et ultra-nationaliste, son leader Avigdor Lieberman, a essentiellement axé son discours sur la menace que, selon lui, représentent les Palestiniens d'Israël qui représentent 20 % de la population, soit 1 500 000 personnes. Il estime qu'ils ne sont pas loyaux envers l'État juif. C'est pourquoi il a proposé une loi leur demandant de prêter un serment de loyauté sous peine d'être déchus de leur citoyenneté. Dans le  passé il s'était prononcé pour deux États ethniquement homogènes : un État israélien purement juif, et un rattachement des zones arabes du territoire d'Israël à un État palestinien, ce  dont les Palestiniens d'Israël ne veulent absolument pas.

- Jeudi 12 février 2009 : Le rabbin David Rosen, chargé du dialogue inter-religieux au Grand-Rabbinat d'Israël, estime que la crise provoquée par les propos négationnistes de Richard Williamson est un « fiasco administratif » du Vatican, regrettant que la mise au point du Vatican exigeant de l'évêque qu'il retire ses propos et réaffirmant « son refus inconditionnel de toute forme d'antisémitisme » soit venue tardivement, soit onze jours après la levée de l'excommunication des quatre évêques de la Fraternité Saint Pie X : « Maintenant qu'elle est résolue, nous pouvons considérer cette crise comme un fiasco administratif qui a causé deux semaines de trouble, et qui est désormais derrière nous […] Le Vatican connaît de sérieux problèmes dans ses procédures internes de concertation et de préparation […] Plusieurs points semblent révéler une bureaucratie sérieusement défectueuse », s'étonnant que le pape ait pu ignorer les opinions de Richard Williamson, ainsi que le cardinal Castrillon Hoyos pourtant chargé des relations avec la Fraternité.

- Vendredi 13 février 2009 : Deux roquettes de courte portée ont été tirées depuis la bande de Gaza sur le secteur de Sderot, sans faire de victime.

- Lundi 16 février 2009 :
  - Deux roquettes ont été tirées depuis le nord de la bande de Gaza, sans faire de blessé. L'une est tombée dans un terrain vague, l'autre dans une exploitation agricole causant de légers dégâts matériels.
  - Israël a pris le contrôle d'une parcelle de 172 hectares en Cisjordanie, ouvrant la voie à une possible construction de 2 500 maisons dans le cadre de l'extension d'une colonie juive de peuplement. La colonie concernée, Efrat, abrite déjà quelque 1 600 familles au sud de Jérusalem. À terme de son extension, la colonie devrait compter 30 000 habitants[12].

- Mardi 17 février 2009 : début de polémique à la suite des propos antichrétiens tenus par l'animateur humoriste Lior Schlein dans son émission affirmant sur le ton de la plaisanterie que les chrétiens « nient l'holocauste, alors moi je veux nier le christianisme ». Le samedi suivant, le  premier ministre Ehud Olmert a déclaré : « Je dénonce les propos émis durant ce programme télévisé. Si de tels propos avaient été exprimés dans un autre pays contre le judaïsme, ils auraient suscité une vague de colère […] Je regrette ces propos contre les chrétiens, surtout parce qu'ils visent la communauté chrétienne en Israël. Nos relations avec le Vatican et le monde chrétien sont excellentes et il n'y a aucune raison de leur porter atteinte […] Je n'ai pas l'intention de limiter la liberté d'expression mais il est possible de faire preuve de responsabilité et de retenue, même dans une émission satirique ».

- Mercredi 18 février 2009 : Israël a connu un nombre de licenciements record en janvier, avec 19 719 personnes qui ont perdu leur emploi. Cette vague de licenciements a porté à 276 000 le nombre de demandeurs d'emplois. Fin janvier, la Banque d'Israël a prévu une brutale récession en 2009, qui devrait se solder par un recul de 2,5 % du produit intérieur brut (PIB) après plusieurs années avec une croissance moyenne supérieure à 4 %. L'offensive dans la base de Gaza devrait se traduire par une forte augmentation du déficit budgétaire, qui pourrait passer de 2,7 % du PIB en 2008 à 4,1 % en 2009.

- Jeudi 19 février 2009 :
  - Deux roquettes et deux obus de mortier ont été tirés  à l'aube vers le sud d'Israël depuis la bande de Gaza. Ces engins n'ont fait ni victime ni dégât. Un Palestinien qui s'était approché de la clôture de sécurité a été blessé légèrement par des tirs de soldats israéliens et fait prisonnier.
  - 10 juifs yéménites sont arrivés en Israël à l'aéroport Ben Gourion à la faveur d'une « opération spéciale » de l'Agence juive, à la suite d'agressions contre leur petite communauté au Yémen. Parmi ces immigrants, figure un des chefs de la communauté juive de la ville de Raïda et  huit membres de sa famille. Il y a quelques semaines, une grenade lancée par des « extrémistes » a explosé dans son jardin, l'incitant à quitter le Yémen. Depuis quelques années les agressions perpétrées par des musulmans extrémistes contre la communauté juive du Yémen se multiplient[13].

- Mercredi 25 février 2009 : Deux roquettes de courte portée ont été tirées près de la localité de Sderot  depuis le nord de la bande de Gaza, sans faire de blessé.

- Jeudi 26 février 2009 : Deux adolescents (17 et 14 ans) qui s'étaient mariés « pour rire » divorcent sous la pression des parents. La jeune fille est la plus jeune divorcée jamais enregistrée comme telle en Israël, selon l'acte du tribunal rabbinique de Jérusalem. La loi juive stipule qu'un mariage est valide à condition qu'un homme offre à une femme une bague devant témoins, lui déclare qu'elle est son épouse, avant de consommer cette union. Or, ce très jeune couple avait très précisément rempli les trois conditions.

- Vendredi 27 février 2009 : La justice espagnole décide de poursuivre son enquête contre un ex-ministre et des responsables militaires israéliens pour un bombardement meurtrier à Gaza en juillet 2002 qui avait tué un dirigeant du Hamas, Salah Chehadeh et 14 civils palestiniens, « en majorité des enfants et des bébés.  »Quelque 150 Palestiniens avaient également été blessés pendant cette attaque, par l'explosion d'une bombe d'une tonne larguée par un F-16 israélien. Selon le principe de justice universelle, la justice espagnole s'octroie le droit d'enquêter sur des génocides et crimes contre l'humanité même s'ils ont été commis à l'étranger, mais seulement si ceux-ci ne font l'objet ou n'ont fait l'objet d'aucune procédure dans leur pays.  Le ministre israélien de la Défense, Ehoud Barak a qualifié de « délirante » cette enquête qui a plongé dans un certain embarras le gouvernement socialiste espagnol.

- Samedi 28 février 2009 : Deux roquettes ont été tirées vers la ville d'Ashkelon sans faire de victimes. L'une d'elles est tombée sur une école du secteur.

### Mars 2009
- Dimanche 1er mars 2009 :
  - Une roquette a été tirée vers le  sud de la ville d'Ashkelon depuis le nord de la bande de Gaza, sans faire ni dégâts ni blessés.
  - Le premier ministre sortant Ehud Olmert est menacé d'une seconde inculpation dans une affaire de transfert illégal de fonds. Il est soupçonné de fraude, d'abus de confiance et d'avoir reçu des fonds de façon illégale sous forme d'enveloppes contenant des dizaines de milliers de dollars en liquide de la part de Morris Talansky, un homme d'affaires américain, à une époque où Ehud Olmert était maire de Jérusalem entre 1993 et 2003 puis ministre de l'Industrie et du Commerce jusqu'en janvier 2006.

- Jeudi 5 mars 2009 :
  - Rencontre entre le premier ministre pressenti Benjamin Netanyahou et le chef du parti d'extrême droite Israël Beiteinou (Notre Maison Israël), Avigdor Lieberman, pour négocier  la répartition des portefeuilles dans le futur gouvernement.
  - Un conducteur palestinien fonce dans la foule avec son bulldozer heurtant une voiture de police et un autobus vide à Jérusalem. Deux personnes sont blessées. Le conducteur a ensuite été abattu par un policier et un chauffeur de taxi qui se trouvaient dans le secteur. Deux attaques similaires ont déjà eu lieu en juillet 2008 revendiquées par « Les brigades des hommes libres de la Galilée ».
  - Une  roquette antichar est tirée depuis la bande de Gaza en direction d'une unité israélienne du côté israélien de la clôture de sécurité. Trois autres roquettes  se sont abattues,  sans faire ni victime ni dégât.

- Samedi 7 mars 2009 :
  - Le premier ministre sortant Ehud Olmert affirme qu'il n'y aurait « jamais de paix » sans un partage de Jérusalem dont « une partie doit devenir la capitale d'un État palestinien » soulignant qu'Israël devra prendre des « décisions courageuses mais douloureuses » pour parvenir à la paix y compris un « retrait presque total de la Judée-Samarie » (Cisjordanie) : « Il n'y a que deux voies pour parvenir à la paix, on y va avec les yeux grands ouverts et le cœur brisé, mais avec détermination, ou on parvient au même résultat à notre corps défendant, car il n'y a pas d'autre choix ».
  - Cinq roquettes ont été tirées d'une position près de la localité de Beit Lahiyade vers le sud d'Israël, sans faire ni victime ni dégât.

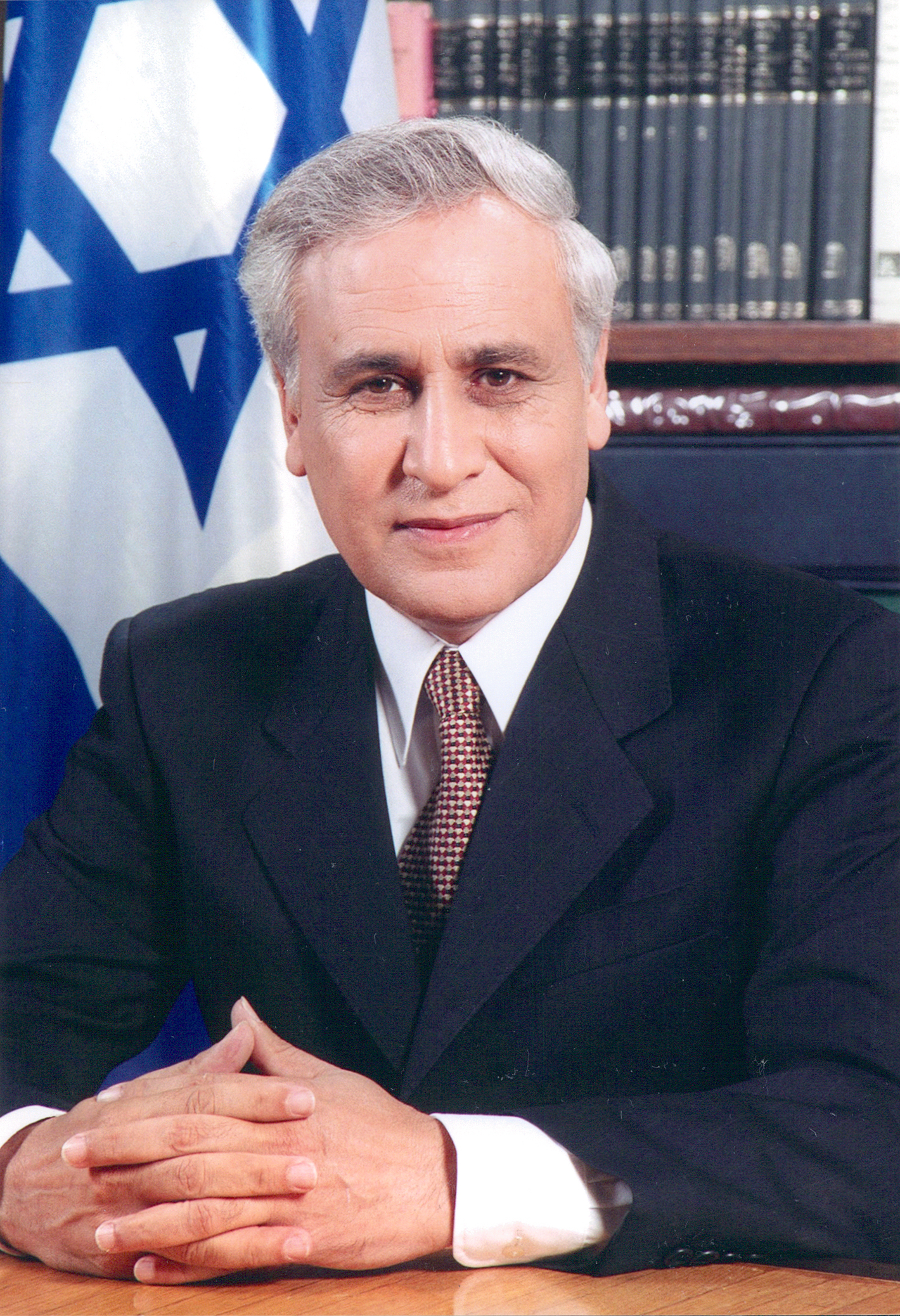
Moshé Katsav

- Lundi 9 mars 2009 : L'ancien président Moshé Katsav sera prochainement est inculpé pour viol et harcèlement sexuel.

- Mardi 10 mars 2009 :
  - Deux roquettes ont été tirées vers le sud d'Israël depuis le nord de la bande de Gaza, sans faire de victime, mais en endommageant la clôture d'un kibboutz. Depuis le cessez-le-feu du 18 janvier, plus de 150 engins ont été tirés sur Israël, déclenchant de nombreux raids aériens israéliens en représailles.
  - L'ONG israélienne Gisha, publie une courte animation nommée « Valse avec Bachir » (en anglais, Closed zone), d'une durée de 1 minute et 35 secondes sur le blocus de la bande de Gaza par l'armée israélienne. Il met en scène un personnage, « un peu enfant, un peu adulte, un peu arabe et un peu juif », retenu dans Gaza par des mains qui lui bloquent toutes les issues. Cette animation a été réalisée par Yoni Goodman[14].

- Jeudi 12 mars 2009 : L'ancien président Moshé Katsav, prochainement, inculpé de viol et de harcèlement sexuel, se dit « victime d'un lynchage organisé par le conseiller juridique du gouvernement [Menahem] Mazouz, la police, les hommes politiques et la presse » : « Depuis trois ans, on m'attaque et on porte atteinte à mon honneur ainsi qu'à celui de ma famille. Je suis humilié, écrasé, abattu et je souffre. Mais je suis décidé à me battre pour que la vérité éclate, toute la vérité, car je suis innocent ».

- Samedi 14 mars 2009 : Deux roquettes ont été tirées vers Israël depuis la bande de Gaza, tir revendiqué par le groupe radical Djihad islamique.

- Lundi 16 mars 2009 : Un accord de coalition gouvernementale est signé entre le Likoud du premier ministre chargé de former le nouveau gouvernement, Benjamin Netanyahou et Israël Beiteinou une formation d'extrême-droite dirigée par Avigdor Lieberman. Aux termes de cet accord, Israël Beitenou obtient le ministère des Affaires étrangères,  ainsi que les portefeuilles de la Sécurité intérieure, des Infrastructures, du Tourisme et de l'Intégration des nouveaux immigrants.

- Mardi 17 mars 2009 : Le  premier ministre Ehoud Olmert qui espérait terminer son mandat avec  la libération du soldat Gilad Shalit annonce que les  négociations entre les autorités israéliennes et le Hamas, par l'entremise de l'Égypte se soldent par un échec : « Le Hamas avait durci ses positions, renié les compromis qui avaient été établis au cours de l'année passée, et formulé des exigences extrêmes en dépit des propositions généreuses qui avaient été présentées […] Nous n'accepterons en aucune manière les conditions posées par le Hamas. Nous avons été généreux dans nos propositions et nous ne libèrerons pas d'autres prisonniers que ceux que nous avons accepté de relâcher […] Au nom de l'État d'Israël et de son gouvernement, je déclare qu'il y a des lignes rouges que nous ne franchirons pas  […]  Nous ne cèderons pas aux exigences d'une organisation terroriste ». Les deux camps n'ont pas réussi à se mettre  d'accord sur le nombre de prisonniers palestiniens à relâcher en échange du caporal Shalit, ainsi que sur les conditions de la libération de ces détenus. Les chiffres varient entre 1 000 et 1 400 détenus palestiniens sur les quelque 11 000 actuellement incarcérés, mais certains d'entre eux sont condamnés à de longues peines et sont considérés comme dangereux par les Israéliens, car impliqués dans des attentats[15].

- Jeudi 19 mars 2009 :
  - Plusieurs médias publient les  témoignages de soldats israéliens ayant participé aux combats dans la bande de Gaza, et qui confirment que des militaires israéliens ont tué des civils palestiniens sans défense durant l'offensive dans la bande de Gaza.
  - L'ancien président Moshe Katsav (63 ans) est désormais  inculpé  de viols et d'autres délits sexuels à l'encontre de trois anciennes collaboratrices lorsqu'il était ministre du Tourisme en 1996-1999 et  deux autres  collaboratrices après être devenu chef de l'État, en 2000. Il est aussi accusé d'avoir fait obstruction à la justice et de subornation de témoin lorsque le scandale a éclaté, en 2006. Il affirme n'avoir rien à se reprocher et être victime d'une chasse aux sorcières menée par des adversaires politiques et les médias.

- Vendredi 20 mars 2009 : Le premier ministre  pressenti Benjamin Netanyahou  demander au président Shimon Peres un délai supplémentaire de deux semaines pour former son gouvernement espérant convaincre le parti travailliste dirigé par le ministre de la Défense sortant Ehud Barak de rejoindre son gouvernement. Ce dernier affirme que « l'intérêt supérieur de l'État » devrait pousser le parti travailliste à entrer dans un gouvernement Netanyahou pour « faire contrepoids à l'extrême-droite ».

- Samedi 21 mars 2009 :
  - 1000e jour de captivité du  soldat franco-israélien Gilad Shalit enlevé par un commando palestinien en 2006.
  - Une voiture piégée explose dans le parking d'un centre commercial d'Haïfa.

- Dimanche 22 mars 2009 : Des proches du chef du gouvernement pressenti Benjamin Netanyahou ont rencontré des responsables égyptiens pour les rassurer sur une éventuelle nomination de l'ultra-nationaliste Avigdor Lieberman aux Affaires étrangères ce qui « ne doit pas constituer un motif de tension entre les deux pays ».

- Lundi 23 mars 2009 :
  - Selon l'organisation Médecins pour les droits de l'homme-Israël (PHR), l'armée israélienne a violé les codes de l'éthique médicale lors de son offensive de décembre et janvier contre la bande de Gaza. Son  rapport décrit des cas d'incidents qui « révèlent que non seulement [l'armée] n'a pas évacué les familles blessées et assiégées, mais aussi empêché les équipes [médicales] palestiniennes d'atteindre les blessés ». Selon  l'Organisation mondiale de la santé,  16 personnels médicaux palestiniens ont été tués par des tirs israéliens et 25 autres blessés alors qu'ils faisaient leur travail.
  - La police israélienne  arrête le  chef du Mouvement islamique arabe israélien, le cheikh Raed Salah, et trois autres membres du groupe alors qu'ils tentaient d'organiser une conférence de presse consacrée à Jérusalem « capitale de la culture arabe », au motif que les célébrations de cet événement, organisées dans plusieurs villes de Cisjordanie par l'Autorité palestinienne, sont interdites dans la Ville sainte. Depuis 1996, les ministres de la culture arabes désignent chaque année une ville dans le monde arabe comme « capitale de la culture arabe ». Jérusalem a succédé à Damas[16].

- Mardi 24 mars 2009 :
  - Le premier ministre pressenti Benjamin Netanyahou et le chef du parti travailliste Ehoud Barak signent un accord  de coalition. Selon cet accord, Benjamin Netanyahou s'engage à poursuivre les négociations de paix avec les Palestiniens et à respecter les accords signés avec eux dans le passé. Il prévoit aussi qu'il continuera d'œuvrer contre les constructions illégales et la colonisation sauvage en Cisjordanie.
  - Une roquette a été tirée contre le sud d'Israël depuis la bande de Gaza, la première en dix jours, sans faire de victime ni provoquer de dégâts. Depuis le cessez-le-feu du 18 janvier, plus de 190 engins ont été tirés sur Israël, déclenchant de nombreux raids aériens israéliens en représailles.
  - Manifestation de plusieurs dizaines d'ultra-nationalistes juifs en lisière d'Oumm-al-Fahm, une des principales localités de la communauté arabo-israélienne, provoquant une contre-manifestation. Le dirigeant ultra-nationaliste Avigdor Lieberman veut céder le secteur à un futur État palestinien en échange du maintien de colonies juives en Cisjordanie occupée.

- Mercredi 25 mars 2009 : Selon le général Amos Yadlin, chef des renseignements militaires israéliens, l'Iran disposera d'ici un an de la capacité de produire une bombe nucléaire mais ne se montre pas presser de la fabriquer, estimant qu'un dialogue avec Téhéran pouvait encore être couronné de succès : « La stratégie de l'Iran consiste à atteindre rapidement la capacité de produire une bombe nucléaire », pour autant, l'Iran ne s'empresse pas d'effectuer le dernier pas, consistant à fabriquer cette arme, « pour ne pas donner un motif à la communauté internationale d'agir ».

- Lundi 30 mars 2009 :
  - La Compagnie nationale des chemins de fer, suivant  l'avis des responsables de la sécurité de la compagnie, met fin au contrat de 40 employés arabo-israéliens d'une compagnie privée de surveillance qui étaient chargés notamment de la garde des passages à niveau pour éviter des collisions. Selon la compagnie, cette mesure « s'inscrivait dans la politique des sociétés gouvernementales de favoriser le recrutement d'Israéliens ayant effectué leurs obligations militaires, particulièrement dans des unités combattantes [soulignant que les] juifs n'ayant pas effectué leur service militaire ne pourraient plus eux aussi être chargés de ces tâches ». L'Association des droits civiques en Israël (ACRI), qualifie cette mesure  d'« immorale, illégale et discriminatoire »,  rappelant que les tribunaux du Travail avaient interdit dans le passé de considérer le service militaire comme un critère pour l'emploi[17].
  - Le premier ministre pressenti Benjamin Netanyahou réussit à former son gouvernement soutenu par une large coalition avec  le Likoud (27 députés), Israël Beiteinou (extrême droite nationaliste, 15), le Parti travailliste (gauche, 13), le Shass (orthodoxe sépharade, 11) et le Foyer Juif (colons, 3). Il  déclare : « Nous voulons une paix totale et réelle en vue de parvenir à une réconciliation entre les peuples arabe et juif […] À chaque fois qu'Israël s'est trouvé face à un dirigeant arabe qui souhaitait sincèrement la paix, nous avons agi en conséquence »[18].
  - À la suite des témoignages de soldats israéliens concernant la mort de civils palestiniens durant l'offensive israélienne contre la bande de Gaza, qui ont été repris par le quotidien Haaretz ainsi que les radios publique et militaire israéliennes, l'armée israélienne annonce avoir classé son enquête sur les témoignages de soldats, estimant, « que l'enquête de la police militaire a découvert que les éléments cruciaux des descriptions étaient basés sur le bouche-à-oreille et n'étaient pas soutenus par une connaissance personnelle » des faits[19].

### Avril 2009
- Mercredi 1er avril 2009 : Le nouveau ministre des Affaires étrangères Avigdor Lieberman estime qu'Israël n'est pas lié par le processus d'Annapolis ayant relancé les négociations de paix avec les Palestiniens en novembre 2007 : « Il n'y a qu'un seul document qui nous lie et ce n'est pas la conférence d'Annapolis […], seulement la feuille de route […] Le gouvernement israélien et la Knesset n'ont jamais adopté Annapolis ». La feuille de route est un plan de paix élaboré par le Quartette international pour le Proche-Orient (Etats-Unis, Union européenne, Russie et ONU) qui prévoit la création d'un État palestinien au côté d'Israël[20],[21].

- Jeudi 2 avril 2009 : Le ministre des affaires étrangères, Avigdor Lieberman, a été interrogé pour la première fois pendant plus de sept heures, pour « de corruption, de fraude, de blanchiment d'argent et d'abus de confiance ». Selon les médias israéliens, il aurait reçu de « très importantes sommes d'argent en provenance de l'étranger » pour financer ses différentes campagnes électorales avec son parti, Israël Beitenou. Ces fonds auraient transité grâce à des sociétés fictives et différents comptes bancaires.

- Vendredi 3 avril 2009 :
  - Le ministre des affaires étrangères, Avigdor Lieberman, a de nouveau été interrogé pour la deuxième fois pendant cinq heures en complément de l'interrogatoire de la veille.
  - Les publications juives ultra-orthodoxes — dont le quotidien Yated Neeman et l'hebdomadaire Shaa Tova — ont retouché la photo du nouvel exécutif pour faire disparaître les deux femmes ministres, Limor Livnat et Sofa Landver. Les « haredim » (en hébreu : « ceux qui craignent Dieu ») jugent immodestes les représentations féminines.

- Lundi 6 avril 2009 : L'envoyé spécial du Quartette pour le Proche-Orient, Tony Blair, à la suite d'une entrevue avec le nouveau premier ministre israélien, Benjamin Netanyahu, déclare à la presse qu'une solution à deux États est incontournable pour une paix entre Israël et les Palestiniens : « La seule solution qui marchera est celle de deux Etats vivant côte à côte en paix […] Mon point de vue est qu'il comprend que si le contexte approprié est créé en vue de la paix, la seule paix durable est basée sur une solution à deux États », conformément à la Feuille de route pour le Proche-Orient prônée par le Quartette (ONU, États-Unis, UE, Russie). Pour y parvenir, il est impératif, selon Tony Blair, d'avoir « une négociation politique crédible pour une solution à deux États », d'améliorer les conditions de vie des habitants de Cisjordanie et de lever le blocus imposé par Israël sur la bande de Gaza.

- Mardi 7 avril 2009 :

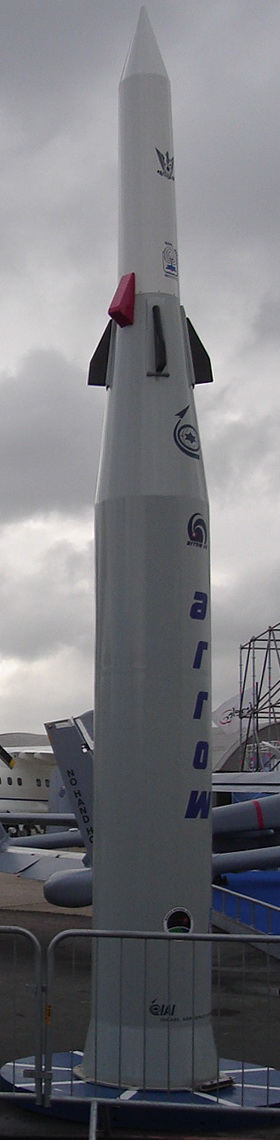
Missile Hetz

  - Le ministère de la Défense annonce que l'armée israélienne a procédé avec succès à un nouveau test du missile antimissile Hetz qui a réussi à intercepter un engin-cible Blue Sparrow, comparable au missile Shahab-3 iranien, tiré par un avion de combat israélien en Méditerranée et détruit en vol ce missile à une centaine de km des côtes israéliennes. Le ministre de la Défense, Ehud Barak, qui a suivi de son hélicoptère le déroulement de ce test, estime que ce système « offrira une protection face aux menaces stratégiques, proches et immédiates ».
  - Un Palestinien a été tué après avoir tenté de forcer un barrage routier et blessé trois gardes-frontières israéliens à Jérusalem-Est. Ce sanglant incident s'est produit à proximité de Sour Baher, un village palestinien situé dans les faubourgs de Jérusalem-Est, où la police israélienne avait détruit la maison d'un Palestinien, auteur en juillet dernier d'un attentat à la pelleteuse qui avait coûté la vie à trois Israéliens. Quelque 250 000 Palestiniens vivent à Jérusalem-Est, conquise et annexée par Israël en juin 1967.
  - Le ministre des affaires étrangères, Avigdor Lieberman, a été interrogé pour la troisième fois pendant plus de cinq heures par la police qui le soupçonne de corruption, de fraude, de blanchiment d'argent et d'abus de confiance. Le ministre s'est dit « pressé de mettre fin à cette enquête et à cette affaire qui dure depuis 13 ans ».

- Mercredi 8 avril 2009 : Le ministre saoudien des Affaires étrangères, Saoud al-Fayçal appelle la communauté internationale et les États-Unis à faire pression pour que le nouveau gouvernement israélien renonce à ses « politiques dangereuses » qui menacent selon lui les efforts de paix : « Il apparaît désormais clairement qu'on ne peut pas attendre d'Israël, qui a jusqu'à présent frustré tous les efforts de paix, et dont le nouveau gouvernement a annoncé des politiques dangereuses, qu'il change de lui-même sa position […] La communauté internationale, et notamment les États-Unis, doit faire preuve de fermeté pour amener Israël à changer sa politique, qui enfreint le droit international et est contraire aux exigences de la paix […] Il n'est pas exagéré de dire que l'incapacité à mettre un terme à cette lutte a été à l'origine de phénomènes dangereux qui se sont répandus dans le monde, comme le terrorisme, la violence et l'extrémisme »[22].

- Dimanche 12 avril 2009 : à la suite de l'arrestation en Égypte de 49 personnes liées au Hezbollah et soupçonnées de préparer des attentats, le nouveau ministre des transports, Israël Katz, appelle, à la radio de l'armée, à l'élimination du chef du Hezbollah chiite libanais, Hassan Nasrallah : « Nasrallah mérite la mort et j'espère que ceux qui savent quoi faire de lui sauront agir et lui réserver le sort qui lui doit lui revenir ».

- Lundi 13 avril 2009 : La marine israélienne a ouvert le feu et fait sauter au large de la ville de Gaza un bateau de pêche palestinien bourré d'explosifs. Le bateau palestinien se trouvait à quelque 400 mètres du rivage lorsqu'il a été pris pour cible.

- Mardi 14 avril 2009 : L'armée israélienne est  placée en état d'alerte élevé le long des 200 km de la frontière avec l'Égypte, alors que les forces égyptiennes traquent dans une région montagneuse du Sinaï 13 hommes soupçonnés d'être des membres du Hezbollah. Le gouvernement exhorte les Israéliens à ne pas rester dans le Sinaï, une destination prisée des touristes pendant les vacances de la Pâque juive.

- Mercredi 15 avril 2009 : Une roquette, la première depuis 11 jours, est tirée depuis le camp de réfugiés de Maghazi (centre) la région d'Eshkol sans faire de victimes ni de dégâts. Le lendemain l'aviation détruit lors d'une opération ciblée la maison depuis laquelle la roquette est partie.

- Jeudi 16 avril 2009 :  Le ministre des Affaires étrangères Avigdor Lieberman rencontre pour la première fois l'émissaire américain George Mitchell qui a réitéré le soutien ferme de Washington à la création d'un État palestinien indépendant, alors que le premier ministre israélien Benjamin Netanyahu affirme qu'« Israël attend des Palestiniens qu'ils reconnaissent l'Etat d'Israël comme l'État du peuple juif […] Israël ne cherche pas à régner sur les Palestiniens, mais doit s'assurer que le processus politique avec eux n'aboutira pas à un second "Hamastan" au cœur du pays, qui menacerait Jérusalem et la plaine côtière »[23].

- Samedi 18 avril 2009 : Un jeune Palestinien a délibérément heurté avec son véhicule 2 policiers au nord de Jérusalem.

- Lundi 20 avril 2009 :
  - Le français Olivier Besancenot, leader du Nouveau Parti anticapitaliste  (NPA) a été refoulé au poste frontalier d'Erez avec la bande de Gaza, car selon un responsable militaire israélien « pour obtenir l'autorisation d'entrer à Gaza, une demande doit être déposée plusieurs jours à l'avance auprès de l'armée qui décide en dernière instance » mais « les délégations politiques n'ont pas le droit de rentrer à Gaza », contrairement aux délégations humanitaires et diplomatiques. Le dirigeant du NPA a rencontré samedi des militants d'extrême gauche, israéliens et palestiniens, juifs et arabes, engagés « dans la lutte contre l'occupation israélienne ». Il s'est entretenu dimanche à Naplouse, dans le nord de la  Cisjordanie, avec Hussein Khader, député du Fatah.
  - Le président Mahmoud Ahmadinejad,  lors d'un discours devant les participants à la Conférence de l'ONU sur le racisme à Genève, critique la création d'Israël après 1945, l'assimilant à un « gouvernement raciste ». Ses déclarations ont provoqué le départ de la salle du siège de l'ONU à Genève de plusieurs représentants européens : « Après la fin de la Seconde guerre mondiale, ils ont eu recours à l'agression militaire pour priver de terres une nation entière sous le prétexte de la souffrance juive […] Ils ont envoyé des migrants d'Europe, des Etats-Unis et du monde de l'Holocauste pour établir un gouvernement raciste en Palestine occupée ».

- Mardi 21 avril 2009 :  Au lendemain de la diatribe anti-israélienne du président iranien Mahmoud Ahmadinejad à Genève, le vice-premier ministre, Silvan Shalom, compare l'Iran à l'Allemagne d'Adolf Hitler, sur le site de l'ancien camp nazi d'Auschwitz-Birkenau, en Pologne : « Ce que l'Iran essaie de faire maintenant n'est pas du tout éloigné de ce que Hitler avait fait avec le peuple juif il y a 65 ans ».

- Mercredi 22 avril 2009 : L'organisation Human Rights Watch (HRW) estime que les conclusions de l'enquête interne de l'armée israélienne la disculpant de toute violation des lois internationales lors de la guerre de Gaza « sont dénuées de crédibilité et confirment la nécessité d'une enquête internationale impartiale sur les violations présumées commises par Israël et par le Hamas ». Le Conseil des droits de l'homme de l'ONU a chargé l'ex-procureur du Tribunal pénal international pour l'ex-Yougoslavie et pour le Rwanda, Richard Goldstone, d'enquêter sur « toutes les violations des droits de l'homme » présumées durant cette offensive.

- Vendredi 24 avril 2009 : En Cisjordanie, affrontements entre une centaine de colons juifs venus de Yitzhar et les palestiniens du village de Ourif. 7 palestiniens et 3 colons ont été blessés. L'armée a dispersé les émeutiers.

- Dimanche 26 avril 2009 : Un Israélien d'origine iranienne est condamné à 4 ans de prison ferme pour espionnage au profit de l'Iran, par un tribunal de Tel-Aviv. Les informations, communiquées en 2006 à des agents iraniens lors de voyages en Turquie, portaient notamment sur les identités de responsables de la sécurité israélienne. L'homme a été arrêté en mai 2008, à son retour en Israël.

- Lundi 27 avril 2009 : Le mouvement anti-colonisation « La Paix Maintenant » dénonce les travaux en cours pour « la construction d'une soixantaine de logements pour des familles juives religieuses orthodoxes à proximité immédiate du secteur palestinien d'Arab al-Sawahra  » dans la partie orientale de Jérusalem. Ces « travaux qui ont commencé il y a deux mois s'effectuent dans le cadre du développement de Talpiot-Est [et] visent à compléter la ceinture de quartiers juifs qui entourent la partie orientale arabe de Jérusalem », un des douze quartiers de colonisation juifs érigés à Jérusalem-est depuis 1967. Cependant, selon la municipalité de Jérusalem, ces plans ont été approuvés en 2000 et le chantier en question ne constitue pas un nouveau projet de colonisation.

- Mardi 28 avril 2009 : Les deux premiers cas de grippe H1N1 sont confirmés en Israël à quelques heures d'intervalle, chez deux israéliens, âgés de 26 et 49 ans et rentrés récemment du Mexique.

### Mai 2009
- Mardi 5 mai 2009 : Selon un rapport d'enquête publié par l'ONU, la responsabilité de l'État d'Israël est engagée dans six incidents ayant causé des morts, blessures ou dégâts dans les installations de l'ONU lors de son offensive dans la bande de Gaza en décembre et janvier.

- Mercredi 6 mai 2009 : Israël rejette l'appel lancé à adhérer au traité de non-prolifération nucléaire, jugeant cet accord « inefficace » : « Ce traité a prouvé son inefficacité, il n'a pas empêché des pays comme l'Inde, le Pakistan et la Corée du Nord de se doter de l'arme nucléaire; quant à l'Iran on peut voir quel est son impact […] Il est inconcevable dans ces conditions que l'on puisse considérer ce traité comme un atout susceptible de modifier quoi que ce soit dans la donne nucléaire internationale ».

- Jeudi 7 mai 2009 : Le président Shimon Pérès déclare qu'il est désormais disposer à accepter les revendications du Vatican sur l'épineuse question de la propriété de certains lieux-saints : la basilique de l'Annonciation à Nazareth, le site de la multiplication des pains près du lac de Tibériade, le Jardin de Gethsémani à Jérusalem, le mont Thabor où se trouve l'église de la Transfiguration, le site de Kfar Nahum où se trouve le Cénacle. Cependant, rien n'indique que le gouvernement Nétanyahou soit « prêt à sacrifier la souveraineté d'Israël même si ce n'est que symbolique » selon le porte-parole du ministère de l'Intérieur[24].

- Vendredi 8 mai 2009 : Deux Israéliens d'extrême droite annoncent porter plainte contre le pape Benoît XVI à son arrivée en Israël lundi pour les pillages de biens juifs auxquels se serait livré le Vatican à travers les siècles. La plainte assigne comme témoins les deux grands rabbins d'Israël, Yonah Metzger et Shlomo Amar.

- Samedi 9 mai 2009 : Le premier ministre Benyamin Nétanyahou refuse tout retrait israélien du plateau du Golan justifiant son opposition au fait qu'en « restant sur le plateau du Golan, Israël s'assure d'un avantage stratégique en cas de conflit avec le Syrie ». Le Golan a été conquis par Israël en 1967 et annexé en décembre 1981, une annexion qui n'a pas été reconnue par la communauté internationale. Environ 20 000 colons y vivent. La Syrie réclame, en échange de la paix, la restitution totale de ce plateau jusqu'aux rives du lac de Tibériade, principale réserve d'eau douce d'Israël, ce qu'Israël a toujours refusé[25].

- Dimanche 10 mai 2009 :
  - L'ONG israélienne Ir Amim, spécialisée dans le suivi de la colonisation de la partie orientale de Jérusalem, affirme qu'Israël a lancé un vaste projet de judaïsation de la partie-est de Jérusalem : « L'objectif est la mise en place, en coordination avec des groupes ultra-nationalistes de colons, de neuf parcs bibliques, mettant presque exclusivement en valeur le passé juif antique […] Ce plan prévoit la démolition de maisons palestiniennes qui n'ont pas eu de permis de construire et ignore les sites archéologiques musulmans ».
  - Des miliciens palestiniens ont tiré depuis la bande de Gaza une roquette contre le sud d'Israël, sans faire ni victimes ni dégâts.

- Lundi 11 mai 2009 :
  - Le président israélien Shimon Peres offre au pape Benoît XVI, en visite en Israël, un Ancien Testament que des scientifiques israéliens ont mis sur une puce électronique en silicium de la taille d'une tête d'épingle. La Bible, en hébreu, a été gravée sur une puce de 0,5 millimètre carré par des scientifiques de Technion, l'Institut israélien de Technologie. La puce est placée dans un boîtier en verre équipé d'une loupe. Elle est accompagnée d'explications techniques en hébreu et en anglais sur la nano-Bible, et des 13 premiers versets du Livre de la Genèse agrandis 10 000 fois.
  - Dans la journée, le pape rend visite à la mosquée du Dôme du Rocher sur l'Esplanade des mosquées, puis va se recueillir devant le Mur des Lamentations, principal lieu saint du judaïsme et ultime vestige du Second Temple de Salomon. Le pape est resté debout devant le mur pendant quelques minutes, les mains jointes, après avoir introduit un bout de papier entre les interstices des pierres millénaires[26].
  - Au mémorial Yad Vashem, érigé pour honorer la mémoire de millions de personnes tuées lors de la Shoah, le pape Benoît XVI souhaite que « l'humanité ne soit plus jamais témoin d'un crime d'une telle ampleur ». Après avoir ravivé la flamme, il s'est recueilli silencieusement, les yeux fermés, avant de se prosterner devant les noms des victimes[27].

- Jeudi 14 mai 2009 : Le ministre de l'Intérieur, Eli Yishai, oppose une fin de non-recevoir à une demande du Vatican d'accorder des visas multi-entrées à quelque 500 prêtres de pays arabes désirant se rendre dans l'État hébreu. Elle survient alors que le pape Benoît XVI effectue une visite de 5 jours en Israël et dans les territoires palestiniens, qui s'achève vendredi[28].

- Vendredi 15 mai 2009 :
  - Le pape Benoît XVI achève son pèlerinage en Terre Sainte dans la Vieille ville de Jérusalem, où il s'est recueilli au Saint-Sépulcre, traditionnel lieu de la crucifixion et de la résurrection du Christ. D'autre part il a fait une « rencontre œcuménique » avec les représentants du patriarcat grec-orthodoxe puis s'est rendu au patriarcat arménien, avant une cérémonie officielle pour son départ, à l'aéroport international Ben Gourion, près de Tel-Aviv[29].
  - Le comité contre la torture de l'ONU appelle Israël à lever le voile sur ses centres secrets de détention et d'interrogatoires, auxquels n'ont accès ni le Comité international de la Croix-Rouge (CICR) ni les avocats ou parents des détenus, demandant que « les allégations de tortures et de mauvais traitements de détenus dans le "camp 1391" fassent l'objet d'une enquête impartiale »[30].

- Mardi 19 mai 2009 :
  - Une roquette tirée par des activistes palestiniens depuis la bande de Gaza s'est abattue dans la cour d'une maison de la ville de Sdérot, distante de quelque 5 km du territoire palestinien, le sud d'Israël, faisant 2 blessés et provoquant des dégâts matériels. En réaction, l'aviation israélienne a lancé une série de raids dans la bande de Gaza pour bombarder à six reprises les emplacements de tunnels servant à la contrebande avec l'Égypte. Une attaque a aussi eu lieu contre un groupe d'hommes armés au sud de la ville de Gaza, et deux autres contre deux ateliers de construction métallurgique au nord et au sud de la ville de Gaza. Selon l'armée israélienne, plus de 200 roquettes et obus de mortier ont été tirés depuis Gaza vers Israël depuis la fin de l'offensive israélienne contre le Hamas qui contrôle ce territoire (27 décembre-18 janvier).
  - L'ONG Ir Amim, spécialisée dans le suivi de la colonisation de la partie orientale de Jérusalem, fait état d'un projet d'expulsion de centaines de Palestiniens d'un quartier après une décision d'un tribunal, saisi par un organisme de colons, Nahalat Shimon International, d'en expulser deux familles du quartier de Cheikh Jarrah[31].

- Jeudi 21 mai 2009 :
  - À la suite du démantèlement de la colonie sauvage de Maoz Esther en Cisjordanie à l'est de Ramallah, des colons et des députés du parti d'extrême droite (Ihud Léumi- opposition) ont vivement dénoncé cette action, exigeant le limogeage immédiat du ministre de la Défense, Ehud Barak, et promettent de reconstruire l'avant-poste.
  - Selon un rapport de l'Institut de Jérusalem d'études israéliennes, la proportion des Palestiniens dans Jérusalem a poursuivi sa hausse en 2008 (+ 3 %). La population actuelle de Jérusalem s'élève à 760 800 personnes dont près de 492 400 juifs (65 %) et 268 400 Arabes (35 %), presque tous des Palestiniens de Jérusalem-est, mais leur niveau de vie reste très inférieur à celui des Israéliens. De juin 1967 à la fin 2008, la population globale de la ville a augmenté de 186 %, la population arabe enregistrant une croissance de 291 %, et la population juive de 149 %. Cette hausse constante de la population arabe s'explique par un taux de natalité plus élevé, 27,7 pour 1 000 habitants en 2007, contre 20,9 au sein de la population juive et par le fait que le nombre d'Israéliens ayant quitté Jérusalem en 2008 était supérieur de 4 900 à celui de ceux venus s'y installer[32].

- Vendredi 22 mai 2009 : La compagnie de télécommunications, Bezeq, annonce la prochaine mise en vente de cartes téléphoniques « casher » bloquant l'accès à des numéros prohibés par le rabbinat, dont ceux des téléphones « roses ».

- Samedi 23 mai 2009 : Ouverture à Damas (Syrie) d'une session ministérielle de l'Organisation de la conférence islamique (OCI). Lors de son discours, le président syrien Bachar el-Assad a qualifié Israël de « grand obstacle à la paix » : « L'échec du processus de paix jusqu'à présent a montré d'une manière flagrante qu'Israël était le grand obstacle à la paix […] Notre expérience avec Israël lors des négociations de paix indirectes par l'intermédiaire de la Turquie en est une nouvelle preuve […] L'échec de l'action politique dans la restitution des droits légitimes à leurs propriétaires donnera le droit à la résistance de faire son devoir pour les récupérer », en référence notamment aux droits des Palestiniens et des Syriens quant à leurs terres occupées[33].

- Dimanche 24 mai 2009 :
  - Le chef de la diplomatie, Avigdor Lieberman, écarte le retour d'Israël sur ses frontières d'avant la guerre israélo-arabe de juin 1967.
  - Le premier ministre, Benjamin Netanyahu, affirme que son gouvernement entend poursuivre l'accroissement des colonies existantes en Cisjordanie mais n'avait pas l'intention d'en créer de nouvelles : « Je n'ai pas l'intention de créer de nouvelles implantations mais ce n'est pas logique de nous demander de ne pas trouver de réponses à la croissance naturelle et d'interdire toute construction en Judée-Samarie », précisant aussi que Jérusalem n'est pas une colonie. D'autre part il évoque un « État palestinien », pour la première fois depuis son élection, tout en indiquant avoir des « réserves » à son propos.

- Lundi 25 mai 2009 : à la suite de sa récente rencontre avec le président américain Barack Obama à la Maison Blanche, le premier ministre Benjamin Netanyahu semble, lors d'une réunion du Likoud, avoir fait évoluer sa position par rapport aux colonies juives en Cisjordanie, proposant de démanteler rapidement des colonies sauvages en Cisjordanie afin de bénéficier d'un soutien accru de l'administration Obama face à la menace d'un Iran nucléaire : « Il y a des sujets qui sont plus importants et plus urgents, comme la menace iranienne. Il y a des choses sur lesquelles nous devons faire des compromis […] et c'est pourquoi je veux prendre des décisions impopulaires comme évacuer des colonies sauvages […] La menace iranienne l'emporte sur tout […] La première chose à faire est d'assurer l'existence de l'État d'Israël »[34].

- Mercredi 27 mai 2009 :
  - La Secrétaire d'État américaine, Hillary Clinton, à la veille de la première rencontre du président Barack Obama avec le président palestinien Mahmoud Abbas, estime qu'aux yeux de la communauté internationale, toutes les colonies, y compris celles ayant obtenu les autorisations des autorités israéliennes, sont illégales. : « Le président a été très clair […] Il veut la fin de la colonisation : pas de colonies, pas de postes avancés, pas d'exceptions liées à la croissance naturelle ». L'Autorité palestinienne a salué les déclarations de Hillary Clinton, après avoir conditionné toute reprise des négociations avec Israël à un arrêt de la colonisation[35].
  - Le ministre israélien des Affaires étrangères, Avigdor Lieberman, a été interrogé par la police pour la cinquième fois depuis sa prise de fonction début avril. Selon des médias israéliens, Avigdor Lieberman, chef du parti ultra-nationaliste Israël Beiteinou, aurait notamment reçu de « très importantes sommes d'argent en provenance de l'étranger » pour financer ses campagnes électorales. Ces fonds auraient transité grâce à des sociétés fictives et différents comptes bancaires.

- Jeudi 28 mai 2009 : Un chef de la branche armée du Hamas, Abdel Majid Doudine (45 ans), recherché depuis 1995 pour des attentats en Israël, a été tué aujourd'hui par des soldats et des policiers israéliens lors d'un échange de tirs près du village de Doura (sud-ouest d'Hébron).  L'un de ces attentats, en juillet 1995 à Ramat Gan, près de Tel-Aviv, avait fait six morts, et le second, commis en août 1995 contre un bus à Ramat Eshkol, à Jérusalem, avait fait quatre morts et une centaine de blessés. Son bras droit a été arrêté dans l'opération[36].

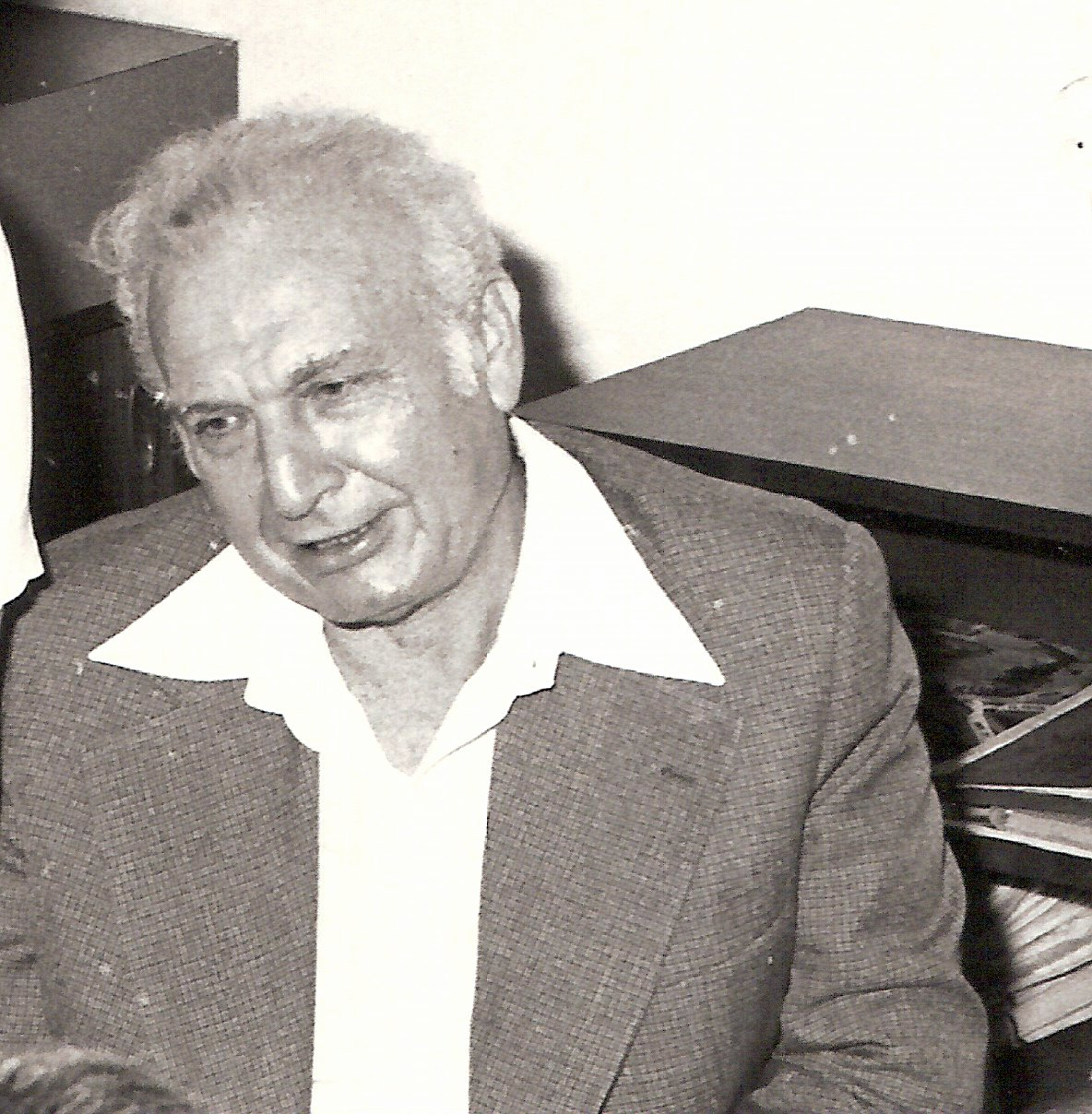
Ephraïm Katzir (en 1977)

- Vendredi 29 mai 2009 : Mort de l'ancien président, Ephraïm Katzir (93 ans). Membre du parti travailliste, a été président de 1973 à 1978. Il a notamment accueilli le président égyptien Anouar el-Sadate lors de sa visite historique en Israël en 1977.

- Dimanche 31 mai 2009 : Le ministre des Transports Israël Katz, déclare qu'Israël refuse un gel total de la colonisation en Cisjordanie réclamé par le président américain Barack Obama.

### Juin 2009
- Lundi 1er juin 2009 : Le premier ministre israélien Benjamin Netanyahu rejette la demande américaine de geler la colonisation en Cisjordanie : « Nous ne pouvons pas geler la vie dans les implantations […] Il y a des demandes raisonnables et d'autres inacceptables. Le sort définitif des implantations sera décidé lors d'un accord final sur le statut ». Le gouvernement israélien ne construira pas de nouvelles colonies et détruira les avant-postes illégaux mais n'empêchera pas l'expansion naturelle des colonies existantes. Au sujet des négociations, il a réaffirme qu'il est prêt à reprendre immédiatement et sans conditions préalables des négociations de paix avec les Palestiniens, « pas seulement sur des questions économiques et sécuritaires mais aussi diplomatiques », dont « tous les pouvoirs souverains leur permettant de se gouverner eux-mêmes, à l'exception de ceux qui mettent notre sécurité en danger », mais « à la fin du processus de paix, ils devront reconnaître l'État d'Israël comme l'État du peuple juif »[37].

- Mardi 2 juin 2009 : Vaste exercice de défense passive sur l'ensemble  du territoire israélien simulant une attaque tous azimuts de missiles et de roquettes. Pendant une  minute et demi, les Israéliens se sont réfugiés aussi vite que possible dans les abris ou chambres spécialement aménagés à cet effet. Toute la population a gagné les abris à proximité pour y rester pendant une dizaine de minutes. Cet exercice, qui a commencé dimanche et doit durer cinq jours, doit  permettre de tester les capacités d'Israël à répondre à des tirs de roquettes  depuis le Liban et la bande de Gaza, et de missiles balistiques depuis l'Iran ou  la Syrie.

- Jeudi 4 juin 2009 : Le président américain, Barack Obama, dans son discours du Caire adressé au monde musulman, appelle à un gel total de la construction dans les colonies de Cisjordanie occupée. Israël s'y oppose et entend poursuivre la colonisation sous motif « d'expansion naturelle » des implantations existantes, compte tenu de leur démographie.

- Samedi 6 juin 2009 :
  - Jérusalem :  Des milliers de juifs orthodoxes ont manifesté contre l'ouverture d'un parking municipal durant le shabbat. Des heurts les ont opposés aux policiers qui les ont contraint  à se replier vers le proche quartier ultra-orthodoxe de Méa Shéarim.
  - Israël critique l'« impuissance » de l'Agence internationale de l'énergie atomique (AIEA) à mener « un contrôle total et efficace » sur les programmes nucléaires de l'Iran et de la Syrie et demande que « la communauté internationale prennent immédiatement des mesures fermes afin de s'assurer que l'Iran ne sera pas en mesure de produire des armes nucléaires »[38].

- Dimanche 7 juin 2009 : Le ministère de la Défense va verser des indemnités à une cinquantaine de familles palestiniennes dont les biens à Hébron en Cisjordanie occupée ont été la cible, le 4 décembre, d'exactions de la part de colons. Ces indemnités vont s'élever à un total de 250 000 shekels (62 500. Des colons ultra-nationalistes en colère s'étaient livrés à des actes de vandalisme à l'encontre de Palestiniens détruisant des oliveraies, jetant des pierres et tirant en direction de maisons, faisant trois blessés par balles, et incendiant deux maisons au moins. Ils avaient également mis le feu à une quinzaine de voitures palestiniennes[39].

- Lundi 8 juin 2009 : Le ministère israélien des Affaires étrangères estime que le prochain gouvernement libanais, issu des législatives tenues dimanche, devra empêcher toute attaque anti-israélienne depuis son territoire et de « s'assurer que le Liban ne sera pas utilisé comme une base de violence contre l'État d'Israël et les Israéliens » : « La victoire des forces pro-occidentales au Liban sur les forces pro-iraniennes et pro-syriennes conduites par Nasrallah est une nouvelle importante pour la région et Israël […] Israël considère le gouvernement libanais responsable de toute activité militaire ou hostile de quelque manière que ce soit émanant de son territoire […] Le gouvernement du Liban doit agir pour renforcer la stabilité et la sécurité du pays, arrêter le trafic d'armes vers son territoire et appliquer les résolutions appropriées du Conseil de sécurité, principalement les résolutions 1559 et 1701 […la milice chiite devrait] maintenant être désarmée conformément aux accords conclus dans le passé ».

- Mardi 9 juin 2009 : L'émissaire américain George Mitchell est à Jérusalem pour rencontrer le premier ministre Benjamin Netanyahou alors que ce dernier se prépare à accepter pour la première fois publiquement le principe d'un État palestinien aux côtés d'Israël tout en posant des conditions draconiennes.

- Mercredi 10 juin 2009 :
  - Publication de l’enquête du correspondant diplomatique du Haaretz, Aluf Benn, qui raconte par le menu les tentatives israéliennes répétées pour obtenir sur la question de la « croissance naturelle » des dérogations de la part des États-Unis[40],[41].
  - Tel Aviv : Selon le quotidien Yédiot Aharonot, une Israélienne a voulu faire une surprise à sa vieille mère en lui offrant un matelas et en jetant l'ancien, pour découvrir que celui-ci contenait un million de dollars en liquide, représentant les économies d'une vie.

- Jeudi 11 juin 2009 :
  - Selon l'ONG Defence for Children International, les mineurs palestiniens, certains âgés de 12 ans détenus par Israël sont systématiquement maltraités, parfois torturés, et privés de procès équitable. Entre janvier 2001 et décembre 2006, plus de 600 plaintes ont été déposées, sur 700 mineurs arrêtés, contre des enquêteurs pour mauvais traitements ou tortures. Les mineurs de Cisjordanie occupée sont en outre jugés par des tribunaux militaires « qui font fi de plusieurs droits garantissant un procès équitable et des principes régissant la justice des mineurs »[42].

- Vendredi 12 juin 2009 :
  - L'ex-président Jimmy Carter a rencontré dans un grand hôtel de Jérusalem le père du soldat franco-israélien Gilad Shalit détenu dans la bande de Gaza depuis son enlèvement le 25 juin 2006 par un commando palestinien du Hamas.
  - La Gay Pride de Tel Aviv rassemble plus de 20 000[43].

- Samedi 13 juin 2009 : Un tir de roquette depuis la bande de Gaza vers Israël n'a fait ni victime, ni dégât.

- Dimanche 14 juin 2009 :
  - Le premier ministre Benyamin Nétanyahou, soumis à de fortes pressions internationales, se déclare en faveur d'un État palestinien démilitarisé, tout en posant des conditions qui ont été immédiatement rejetées par les Palestiniens. Cependant, il a refusé le gel de la colonisation, comme le réclame la communauté internationale, qui estime que la construction en Cisjordanie mine la perspective d'un État palestinien.
  - Le Conseil des implantations de Judée-Samarie — colonies de peuplement israéliennes en Cisjordanie — déplore « que le premier ministre ait donné son accord à la constitution d'un État palestinien démilitarisé alors que, plus que quiconque, Nétanyahou a expliqué au fil des années quelle menace constituerait pour Israël un tel État, même démilitarisé », alors que le Comité des colonies du nord de la Cisjordanie dénonce les propos du premier ministre affirmant que « la Terre d'Israël ne constitue pas une monnaie d'échange dont tel ou tel gouvernement passager disposerait à sa guise » y compris la Cisjordanie.

- Lundi 15 juin 2009 : Le nombre de cas de grippe H1N1 se monte à 131. Une partie des personnes contaminées ont voyagé récemment à bord d'un avion en provenance de Manchester (Grande-Bretagne).

- Jeudi 18 juin 2009 : Un animateur vedette de la télévision israélienne, Dudu Topaz (62 ans), est inculpé de « complot en vue de commettre un crime » et « agression aggravée » pour avoir commandité une série d'agressions visant de hauts responsables du monde du spectacle. Il aurait payé des hommes de main du « milieu » pour qu'ils passent à tabac le PDG d'une société relevant de la Chaîne-2 de télévision, leur reprochant d'avoir supprimé son émission de la grille de programmes[44].

- Mardi 23 juin 2009 :
  - Le ministre de la défense, Ehoud Barak, donne son feu vert à la construction de 300 nouvelles habitations à Talmon, une colonie juive en Cisjordanie, dont 60 sont en cours de construction. Alors que le premier ministre Benjamin Netanyahou maintient ses positions sur la colonisation en déclarant qu'il ne permettrait pas « la création de nouvelles colonies, ni la saisie de terres, mais que la vie doit continuer ». Depuis l'occupation de la Cisjordanie en juin 1967, près d'un demi million d'Israéliens s'y sont installés dont près de 200 000 à Jérusalem-est annexée.
  - Le Conseil de sécurité de l'ONU proroge, à l'unanimité de ses quinze membres, de six mois supplémentaires le mandat de la force des Nations unies qui, depuis 35 ans, est chargée de veiller au respect du cessez-le-feu sur les hauteurs du Golan, entre la Syrie et Israël, et où près de 20000 colons juifs sont installés. Le texte appelle une nouvelle fois les parties à « appliquer immédiatement » la résolution 338 du Conseil, de 1973, qui demande le retrait des forces israéliennes des territoires occupés[45].

- Mercredi 24 juin 2009 :
  - Le gouvernement américain annule la rencontre prévue jeudi à Paris entre son émissaire George Mitchell et le premier ministre Benjamin Netanyahou, après le refus d'Israël de geler la colonisation et une telle rencontre n'aurait pas lieu d'être aussi longtemps qu'Israël n'aura pas modifié sa position sur la colonisation juive dans les territoires palestiniens occupés[46].
  - Une ONG israélienne accuse l'armée et le service de sécurité intérieure (Shin Beth) de maltraitance cruelle envers les détenus palestiniens, faisant état de 547 témoignages de détenus recueillis ces douze derniers mois. Ces mauvais traitements « peuvent être assimilés à la torture et sont  contraires aussi bien à la loi israélienne qu'à la loi internationale et aux  décisions de la Cour suprême interdisant l'usage de la torture »[47].
  - Le premier ministre israélien Benyamin Nétanyahou, admet sous la pression américaine, après des décennies de refus, la création d'un État palestinien, mais assorti de nombreuses conditions, démilitarisé, sans contrôle de ses frontières, de son espace aérien ni de ses ressources, sans la liberté de nouer des alliances. La vallée du Jourdain restera sous contrôle israélien. Les forces de sécurité garderont le droit d'intervenir à leur guise dans un État faible, mais qui aura son drapeau, son hymne national et son gouvernement. Comme préalable, les Palestiniens doivent reconnaître Israël en tant qu'État juif et les Palestiniens d'Israël (20 % de la population) doivent renoncer à leur spécificité. De plus, il n'y aura pas de reconnaissance de responsabilité dans l'expulsion et le déracinement de 760 000 Palestiniens en 1948, ni d'indemnisation ni de possibilité de réintégration. Il est totalement exclu de diviser Jérusalem, qui restera à jamais « la capitale unie » d'Israël. Quant à la colonisation, il est impossible de cesser de construire en zone occupée, car les colons israéliens font des enfants et qu'il est nécessaire de leur faire de la place[48].

- Jeudi 25 juin 2009 :
  - Selon le ministère français des Affaires étrangères, ces derniers jours, à trois occasions, des agents consulaires français, ont été victimes de brutalités causées par les forces de sécurité israéliennes : Lundi, la directrice du centre culturel français de Naplouse (Cisjordanie) a été « sortie de son véhicule, jetée à terre et rouée de coups par des militaires israéliens près de Jérusalem » ; Mardi, le directeur du centre culturel de Jérusalem-Ouest s'est fait insulter par des policiers alors qu'il circulait à bord d'un véhicule pourvu de plaques diplomatiques ; Jeudi, ne agent du consulat de France à Jérusalem, « titulaire d’un passeport diplomatique et roulant dans un véhicule portant des plaques consulaires », « a été victime de violences de la part d’un policier israélien dans le centre de Jérusalem »[49].
  - 8e édition de la Gay Pride de Jérusalem, à laquelle ont participé plus de 2 000 personnes. Malgré l'hostilité que les homosexuels, surtout masculins, suscitent dans les cercles religieux en Israël, l'homosexualité n'est plus pénalisée depuis 1988 et certains droits des couples « gays » ou « lesbiens » sont depuis lors reconnus par les tribunaux[50].

- Vendredi 29 juin 2009 : Israël a libéré le député  Abdel Aziz Doweik, président du Parlement palestinien et membre du Hamas, arrêté il y a trois ans après l'enlèvement en juin 2006 du soldat Gilad Shalit. Il a été libéré après avoir purgé sa peine de trois ans. Il avait arrêté en 2006 avec des dizaines de responsables du Hamas, dont des ministres et des dizaines de députés, dans le cadre d'une vaste campagne contre le mouvement islamiste après l'enlèvement.

- Lundi 29 juin 2009 :
  - Le directeur adjoint du Mossad, dont l'identité exacte reste couverte par la censure, a démissionné à la suite de la prolongation d'un an de Meïr Dagan à la tête des services de renseignements israéliens. Numéro 2 de l'organisation, ancien membre de l'unité d'élite de l'état major, il a été responsable de « dizaines d'opérations » secrètes[51].
  - Le ministre de la Défense, Ehoud Barak, a autorisé la construction de 50 logements de plus dans la colonie d'Adam, en Cisjordanie, pour permettre aux quelque 200 Israéliens installés à Migron, la plus grande colonie sauvage de Cisjordanie, de s'installer à Adam. Cette autorisation s'inscrit dans un projet  beaucoup plus vaste de 1 450 unités de logements qui doivent être construits à l'avenir dans cette colonie[52].

- Mardi 30 juin 2009 : Cinq navires de la marine de guerre israélienne ont arraisonné le cargo « Arion », battant pavillon grec, transportant 21 militants pro-palestiniens, qui tentaient de parvenir sans autorisation à Gaza soumise au blocus israélien. Le bateau avait tenté de continuer sa route en dépit des injonctions de la marine israélienne lui enjoignant de faire demi tour. Intercepté après son entrée dans les eaux territoriales de Gaza, il a été conduit au port israélien d'Ashdod où les passagers et membres de l'équipage ont été arrêtés.

### Juillet 2009
- Vendredi 3 juillet 2009 : Israël a libéré le député du Hamas, Ibrahim Abou Salem, arrêté il y a trois ans après l'enlèvement en juin 2006 du soldat Gilad Shalit. Il a été libéré après avoir purgé sa peine de trois ans[53].

- Dimanche 5 juillet 2009 : Selon le Sunday Times, l'Arabie saoudite a donné son accord tacite au  gouvernement israélien pour un survol de son territoire dans l'hypothèse de  frappes contre les installations nucléaires iraniennes. Le chef du Mossad aurait eu depuis 2002 des rencontres secrètes régulières avec  les Saoudiens à ce sujet.  Les dirigeants arabes reconnaissent en privé qu'ils seraient soulagés de  voir la menace d'un bombe nucléaire iranienne s'éloigner[54].

- Vendredi 10 juillet 2009 : Le ministère de l'Intérieur annonce le renforcement de la répression contre l'immigration illégale « des personnes séjournant sans permis » ainsi que des mesures en vue de l'expulsion des clandestins et de leur famille. Selon le ministère de l'Intérieur 300 000 personnes résident illégalement en Israël[55].

- Lundi 13 juillet 2009 :
  - Le ministère des Transports annonce que les panneaux indicateurs ne conserveront désormais que le nom hébreu des localités israéliennes et non plus les noms arabes. Cette mesure est présentée comme une réponse au refus des Palestiniens de désigner des localités israéliennes par leur nom en hébreu[56].
  - Tel Aviv : Ouvertes des 18e Maccabiades (jeux Olympiques du monde juif), devant 35 000 spectateurs dans le stade de Ramat Gan. Quelque 7 500 sportifs représentant 65 nations vont participer à ces Jeux organisés tous les quatre ans et qui doivent durer une semaine[57].

- Mardi 14 juillet 2009, Jérusalem : Plusieurs centaines de Juifs extrémistes protestent contre l'ouverture à la circulation d'un parking souterrain au centre-ville durant le shabbat hebdomadaire. Des heurts se sont produits[58].

- Mercredi 15 juillet 2009 : Le  ministère de la Défense annonce que le nouveau système de défense, développé par le groupe d'armement public israélien Rafael et surnommé « dôme d'acier », a réussi à détruire en vol des roquettes similaires à celles tirées de la bande de Gaza ou du sud du Liban[59].

- Jeudi 16 juillet 2009 : Affrontements entre des milliers de manifestants juifs ultra-orthodoxes et des policiers à Jérusalem, pour la troisième journée consécutive dans la ville sainte. Les policiers ont procédé à des dizaines d'interpellations.

- Vendredi 17 juillet 2009 : La municipalité de Jérusalem a donné son feu vert pour la construction d'une première tranche de vingt logements dans un quartier de colonisation à Jérusalem-est sur un terrain saisi par Israël en 1968, après avoir été propriété de l’État jordanien. Les travaux sont financés par un millionnaire juif américain, Irving Moskowitz, un bailleur de fonds de groupes ultra-nationalistes juifs. L'objectif affiché des promoteurs est de judaïser la partie orientale de Jérusalem.

- Samedi 19 juillet 2009 : En réponse aux protestations américaines, le premier ministre Benyamin Nétanyahou indique que les constructions de logements à Jérusalem-Est est une question de souveraineté territoriale qui « ne saurait être remise en question » estimant qu'une construction privée effectuée sur un territoire israélien ne constituait pas une nouvelle colonie. Quelque 190 000 Israéliens se sont déjà installés dans une douzaine de quartiers de Jérusalem-Est où vivent 270 000 Palestiniens[60].

- Jeudi 23 juillet 2009 : Les autorités ont délégué la gestion d'une partie du quartier palestinien de Silwan, à l'organisation radicale de colons Elad, dont le but est d'étendre la présence juive dans la partie orientale de la ville.

- Lundi 27 juillet 2009 :
  - Visite du secrétaire américain à la Défense Robert Gates dans le cadre des efforts déployés par le président Barack Obama pour relancer les pourparlers de paix entre Israël et les Palestiniens. Le président Barack Obama exige un gel total de la colonisation dans le cadre de ses efforts en vue de la création d'un État palestinien et d'une paix globale au Proche-Orient.
  - Selon le ministre du Commerce, de l'Industrie et de l'Emploi Binyamin Ben Eliezer, les États-Unis « commencent à comprendre » que la construction dans les colonies juives en Cisjordanie occupée va se poursuivre, car « les chantiers en cours qui répondent à des besoins humanitaires ne peuvent pas être stoppés » et ils réalisent « aussi que les pays arabes ne sont pas disposés à faire des gestes en direction d'Israël ».
  - Le nombre de colons juifs en Cisjordanie atteint le nombre de 304 569 avec une hausse de 2,3 % depuis le mois de janvier.
  - Premier cas mortel du aux complications de la grippe A(H1N1) sur un homme de 35 ans décédé dans la station balnéaire de Eilat. 890 autres cas ont été constatés.

- Jeudi 30 juillet 2009 :
  - Le procureur général de l'armée, le général Avichaï Mandelblit, a ouvert quatorze enquêtes contre des soldats soupçonnés de conduite criminelle lors de l'offensive dans la bande de Gaza du début de l'année au cours de laquelle plus de mille quatre cents Palestiniens ont été tués.
  - Les autorités israéliennes reconnaissent avoir « eu recours à des munitions contenant du phosphore blanc » lors de l’offensive en janvier dans la bande de Gaza, mais assure ne pas avoir visé des zones d'habitation avec ce type d’arme.

### Octobre 2009
- Samedi 31 octobre 2009 : La secrétaire d’État américaine Hillary Clinton en visite officielle à Jérusalem se montre en opposition par rapport à la promesse du président Barack Obama de faire du gel total de la colonisation une condition sine qua non d'une relance du processus de paix.